# Cygne tuberculé
Cygnus olor
Espèce
Synonymes
- Anas olor Gmelin
- Cygnus immutabilis

Statut de conservation UICN

 LC  : Préoccupation mineure

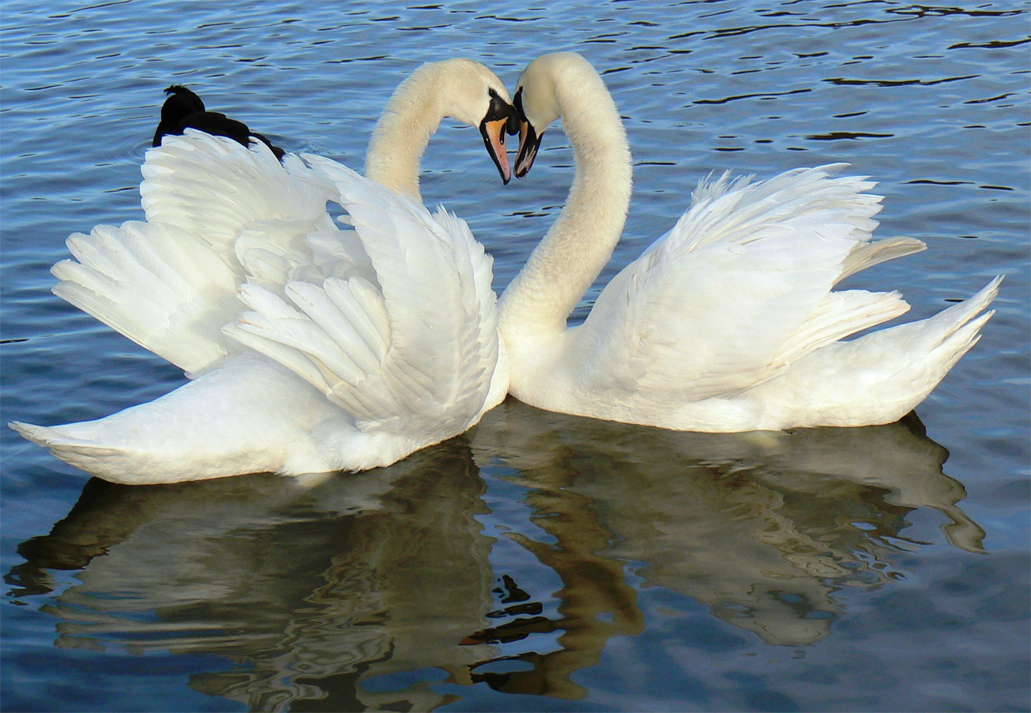
Parade nuptiale.

Le Cygne tuberculé ou Cygne muet (Cygnus olor) est une espèce d'oiseaux de la famille des anatidés. Le premier nom de l'animal provient de la bosse qu'il a sur le bec, appelée tubercule, et le second du fait qu'il émet de rares cris plutôt de faible puissance.
C'est l'un des plus lourds oiseaux capables de voler, les mâles pesant en moyenne environ 10,2 kg et les femelles environ 8,4 kg. Les adultes mesurent de 125 à 170 cm de long avec une envergure de 200 à 240 cm. Il est cependant légèrement moins grand que le cygne trompette (Amérique du Nord) et à peu près équivalent au cygne chanteur (Eurasie). Les juvéniles peuvent se déplacer en groupe mais les couples sont monogames. Le cygne tuberculé est un oiseau assez peu farouche. Il peut devenir très familier de l'homme, mais peut aussi se montrer agressif en période de nidification, y compris dans les habitats sauvages.
La population mondiale est estimée entre 600 000 et 620 000 individus. C'est le cygne le plus commun en Europe en période de nidification en été, en particulier dans le nord de la France. Il est présent en Grande-Bretagne, au nord et dans le centre de l'Europe, ainsi qu'au nord et dans le centre de l'Asie, jusqu'en Chine. En Europe de l'Ouest, il peut être sédentaire ou migrateur, tandis qu'en Europe du Nord, de l'Est et en Asie, où les plans d'eau gèlent longtemps en hiver, il est essentiellement migrateur. Certains de ces oiseaux sont considérés comme domestiques ou semi-domestiques, mais la majorité des individus rencontrés de nos jours en Europe font partie des populations sauvages. Il a été introduit en Amérique du Nord, en Afrique du Sud, en Australie et en Nouvelle-Zélande, où il est souvent considéré comme une espèce envahissante.
Cette espèce qui est res nullius en France, est l'animal du roi au Royaume-Uni et le symbole de la monarchie au Danemark. Elle fait partie des espèces sauvages sensibles à la souche H5N1 du virus responsable de la grippe aviaire.

## Description

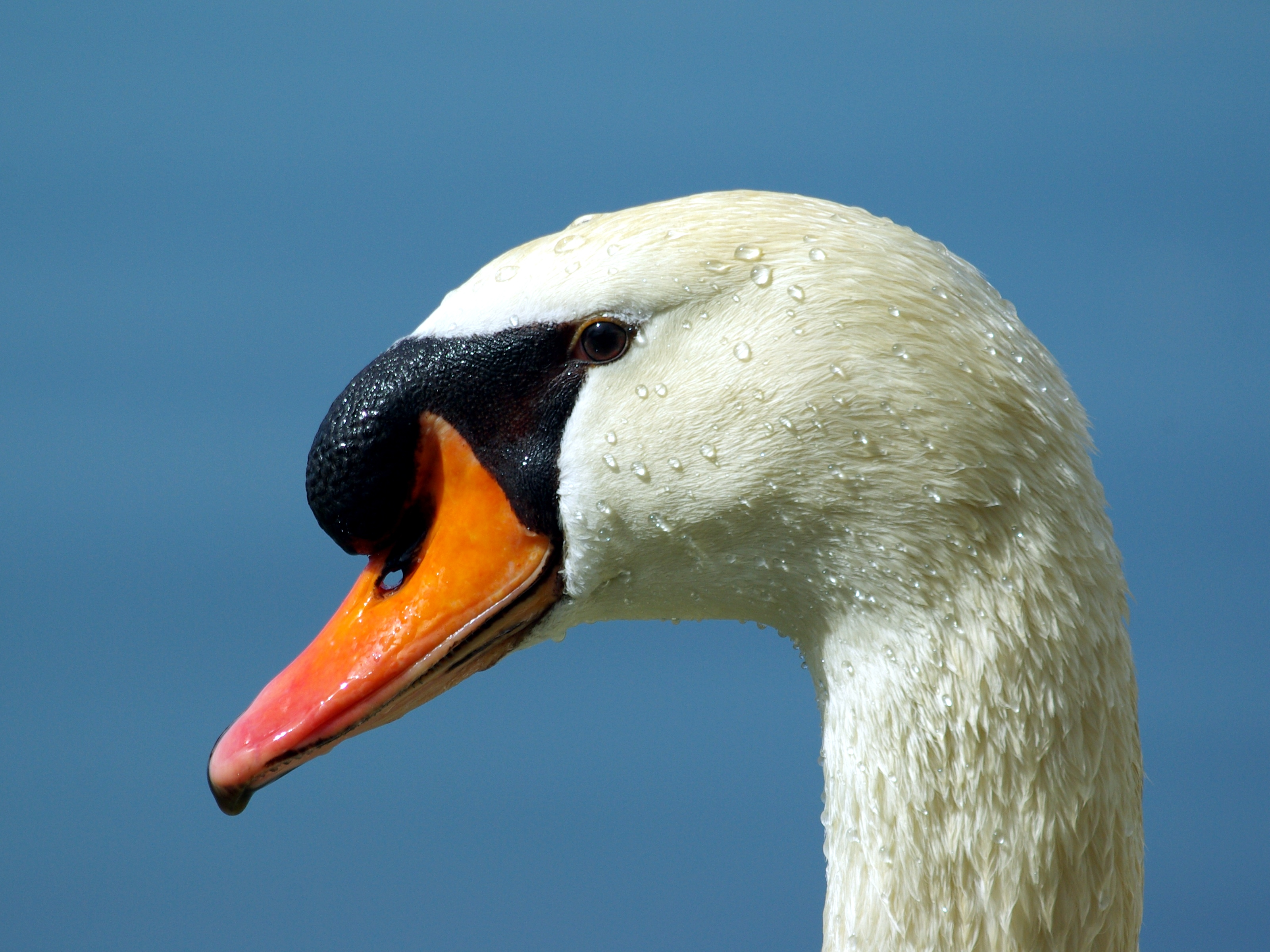
Tête d'un cygne tuberculé.

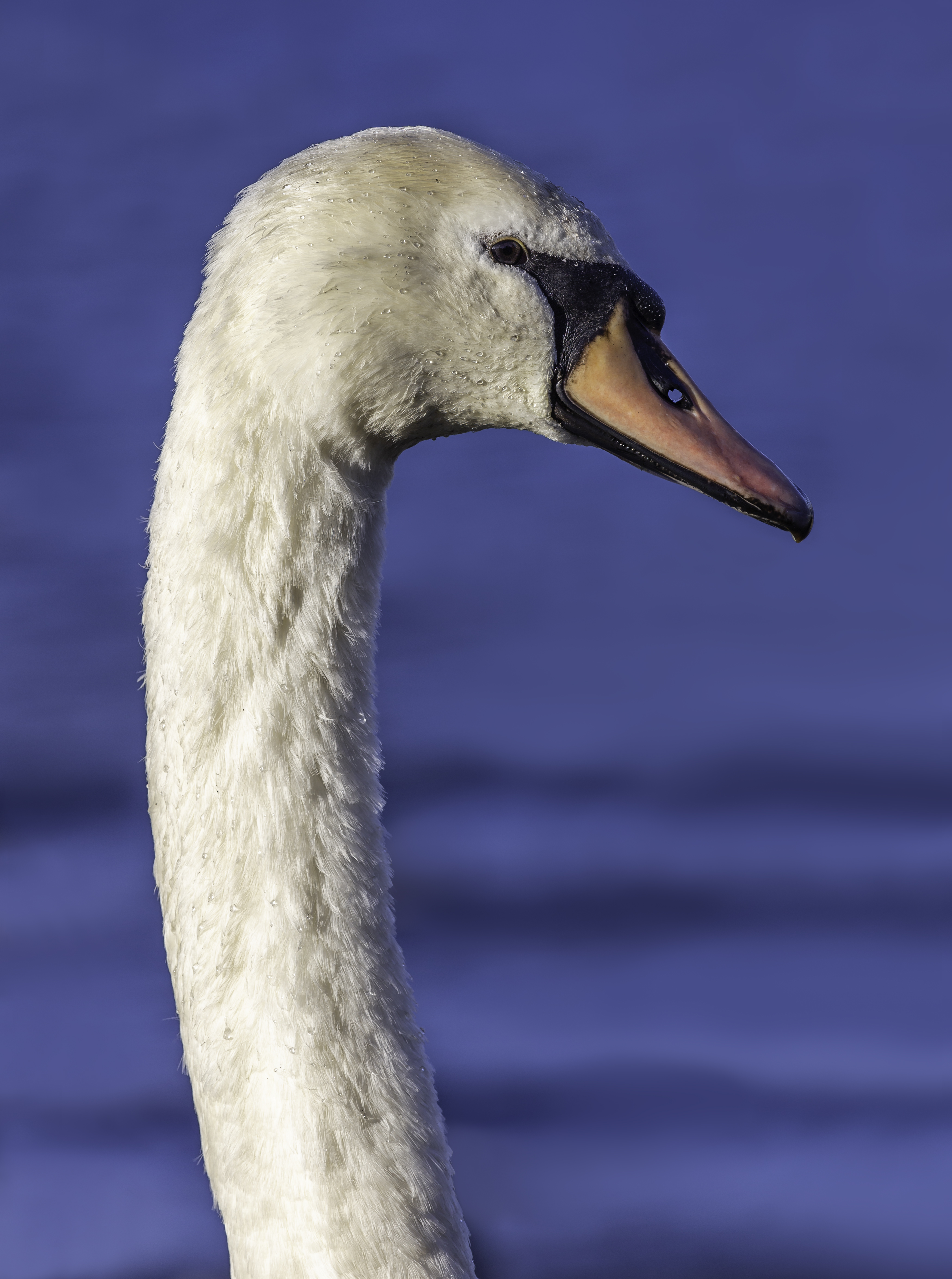
Tête d'un cygne tuberculé.

### Aspect des adultes et mensurations
Les adultes mesurent de 125 à 170 cm de long (dont la moitié seulement pour le corps) pour une envergure de 200 à 240 cm. Sur terre, ils peuvent atteindre 1,2 m de haut. Les mâles sont plus grands que les femelles (ainsi leur longueur de cou mesurée depuis l'angle du bréchet est de 82,5 cm contre 75,5 cm).
Le Cygne tuberculé est l'un des plus lourds oiseaux capables de voler. En Europe, il est en compétition pour ce titre avec le pélican frisé et la grande outarde. Les mâles pèsent en moyenne 10,2 kg, mais peuvent aller jusqu'à 23 kg, les femelles environ 8,4 kg et les jeunes à l'envol entre 6 et 8 kg.
Le plumage des adultes est blanc. Les yeux sont de couleur noisette. Les lores de l'adulte sont dénudés, cunéiformes et de couleur noire. Le bec est orange avec un onglet noir au bout. Une bosse noire est présente à la base : le tubercule. Celui-ci est généralement plus gros chez le mâle en période de reproduction.

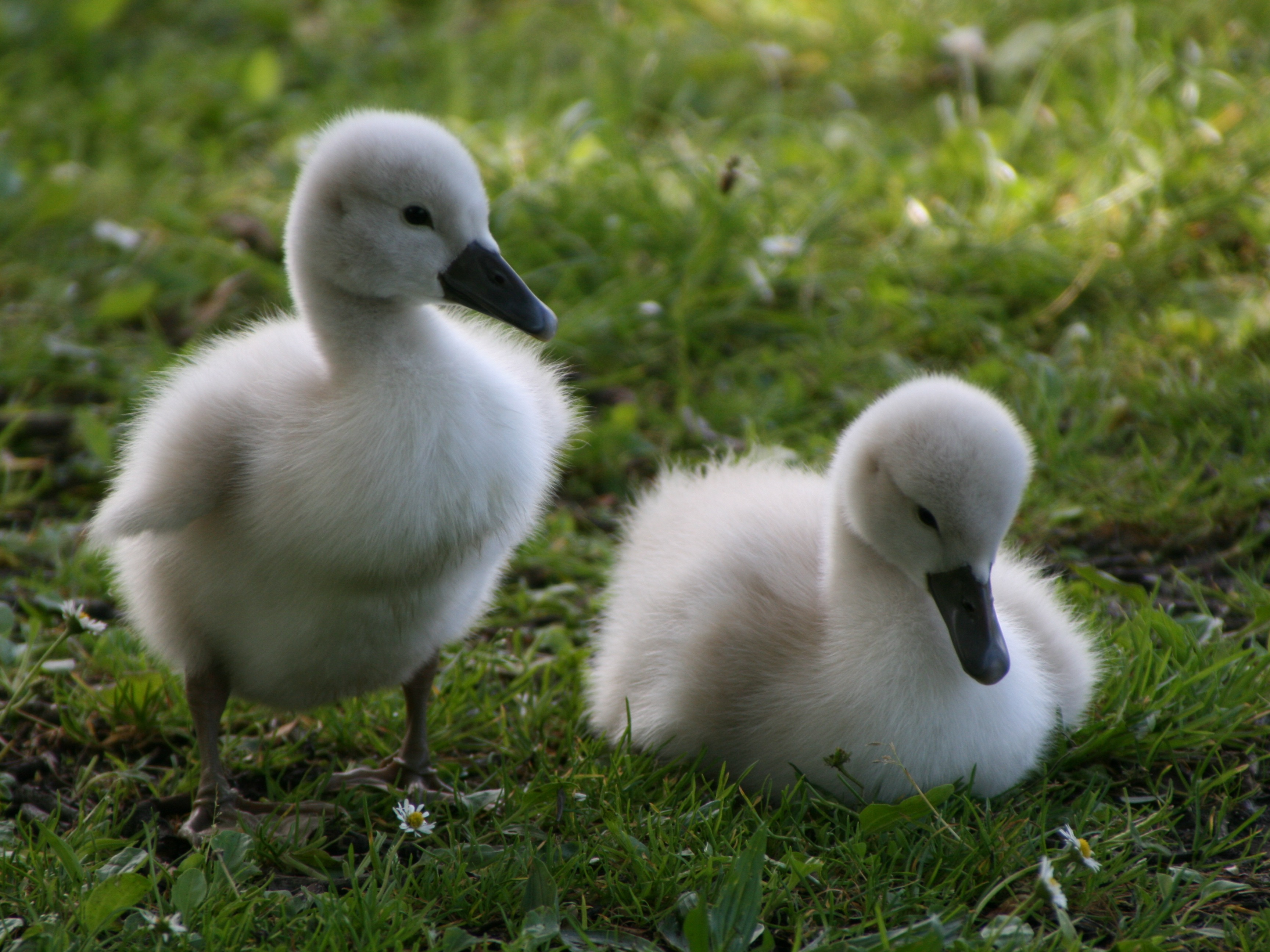
Poussins du morphe gris.

### Aspect des juvéniles
Il existe deux morphes chez les cygneaux : le morphe gris et le morphe blanc. Le morphe gris est plus commun alors que les cygneaux blancs possèdent un gène leucistique. La forme blanche dès la naissance est surtout observée dans les États du centre nord de l'Amérique et en Pologne. Elle est cependant bien présente désormais dans certaines régions de France.

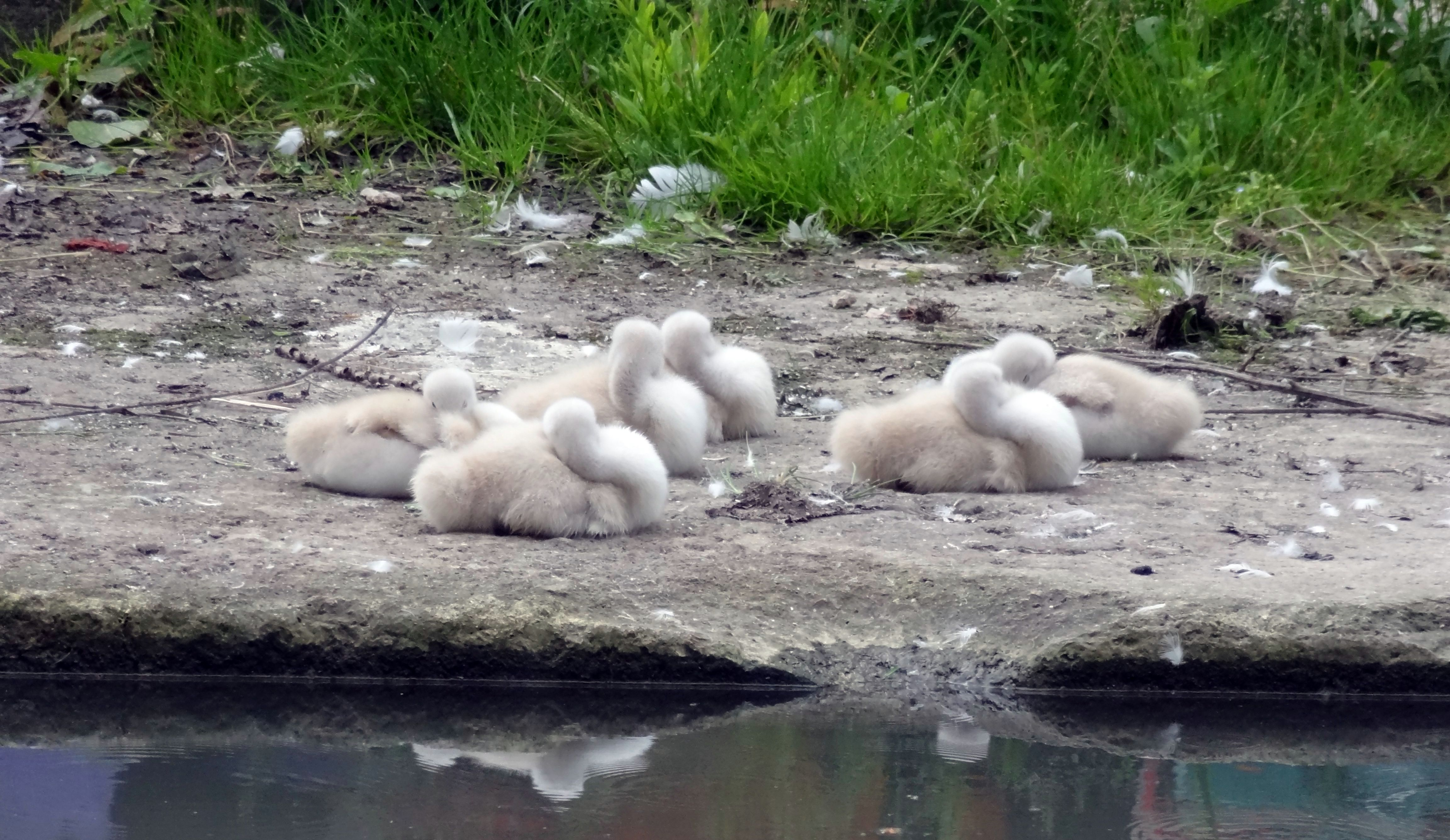
Poussins au bord d'un canal.
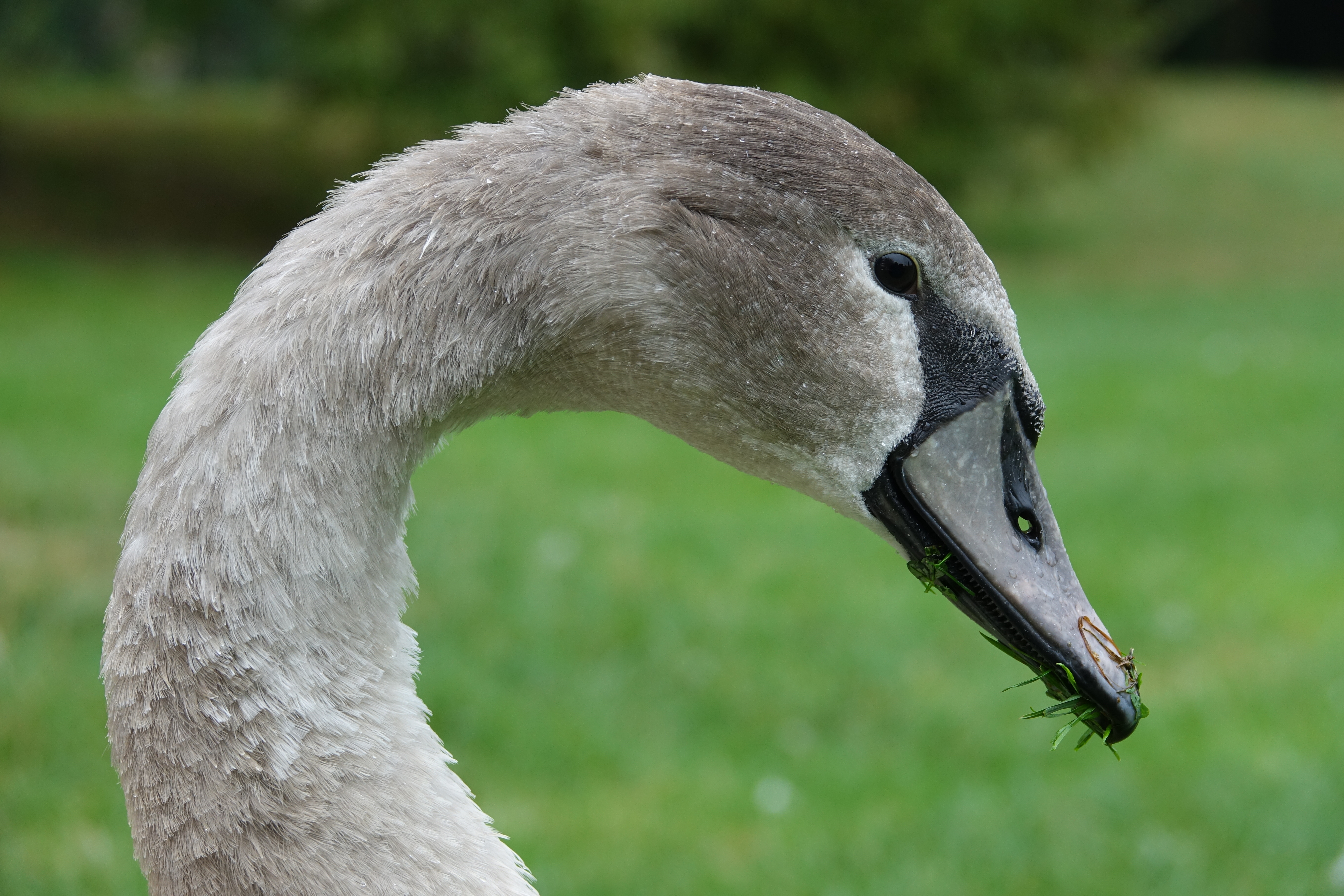
Cygne tuberculé juvénile.
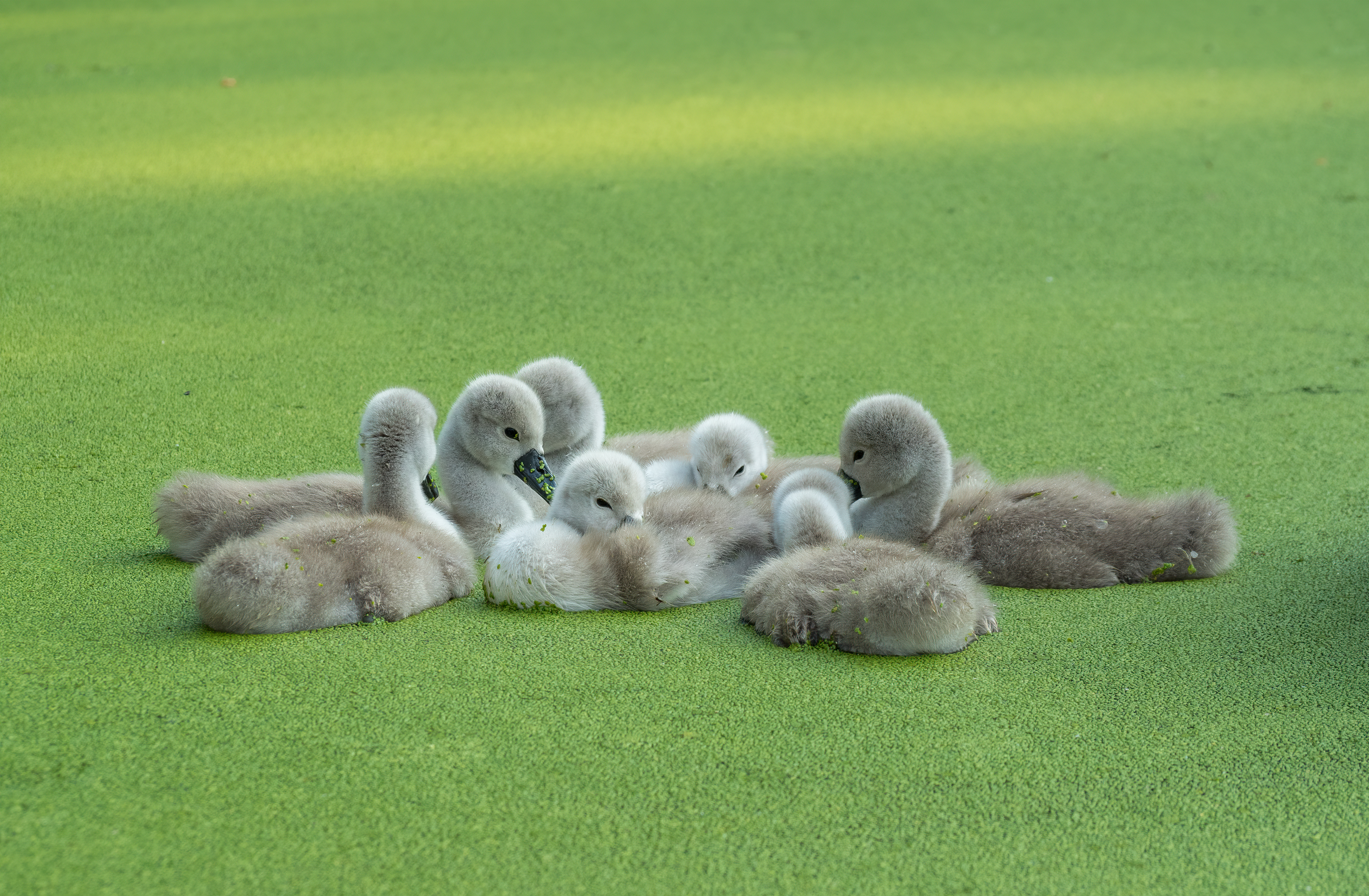
Cygneaux posés sur un lac couvert de lentilles d'eau à Prospect Park, New York.

Chez les individus du morphe gris, le duvet des cygneaux passe du gris au brun grisâtre avant de prendre une coloration blanche après la première mue. Les pattes et le bec sont gris ardoise. Les cygneaux du morphe blanc, quant à eux, exhibent un duvet de couleur blanche, un bec fauve et des pattes rosées.
Pendant la première année après l'éclosion, le bec des cygneaux devient progressivement rosâtre. Le tubercule est absent chez les cygneaux et peu développé chez les juvéniles. Les lores sont couverts de plumes de duvet à l'éclosion.

### Morphes
Le morphe blanc dit cygne blanc polonais a longtemps été considéré comme une sous-espèce (Cygnus olor immutabilis) et même une espèce (Cygnus immutabilis). Son nom, « polonais », viendrait des marchands de volaille de Londres qui auraient importé des individus de ce morphe des côtes polonaises de la mer Baltique. Cette variation de couleur apparaît dans toutes les populations (assez répandue actuellement en Allemagne, en Angleterre, en France et en Suisse) et n'est donc pas liée à une sous-espèce.
Ce morphe se caractérise par un plumage entièrement blanc dès la naissance et des pattes grises (au lieu de noires).
Cette mutation correspond à un faux albinisme et se transmet selon les lois de l'hérédité. Elle est apparue à la fin du XIXe siècle chez des cygnes tuberculés proches des humains.

### Espèces voisines
L'espèce la plus proche du Cygne tuberculé est le Cygne chanteur. Mais celui-ci est de plus grande taille et plus lourd, possède un bec noir et jaune sans tubercule, et son cou est plus droit.

## Comportement

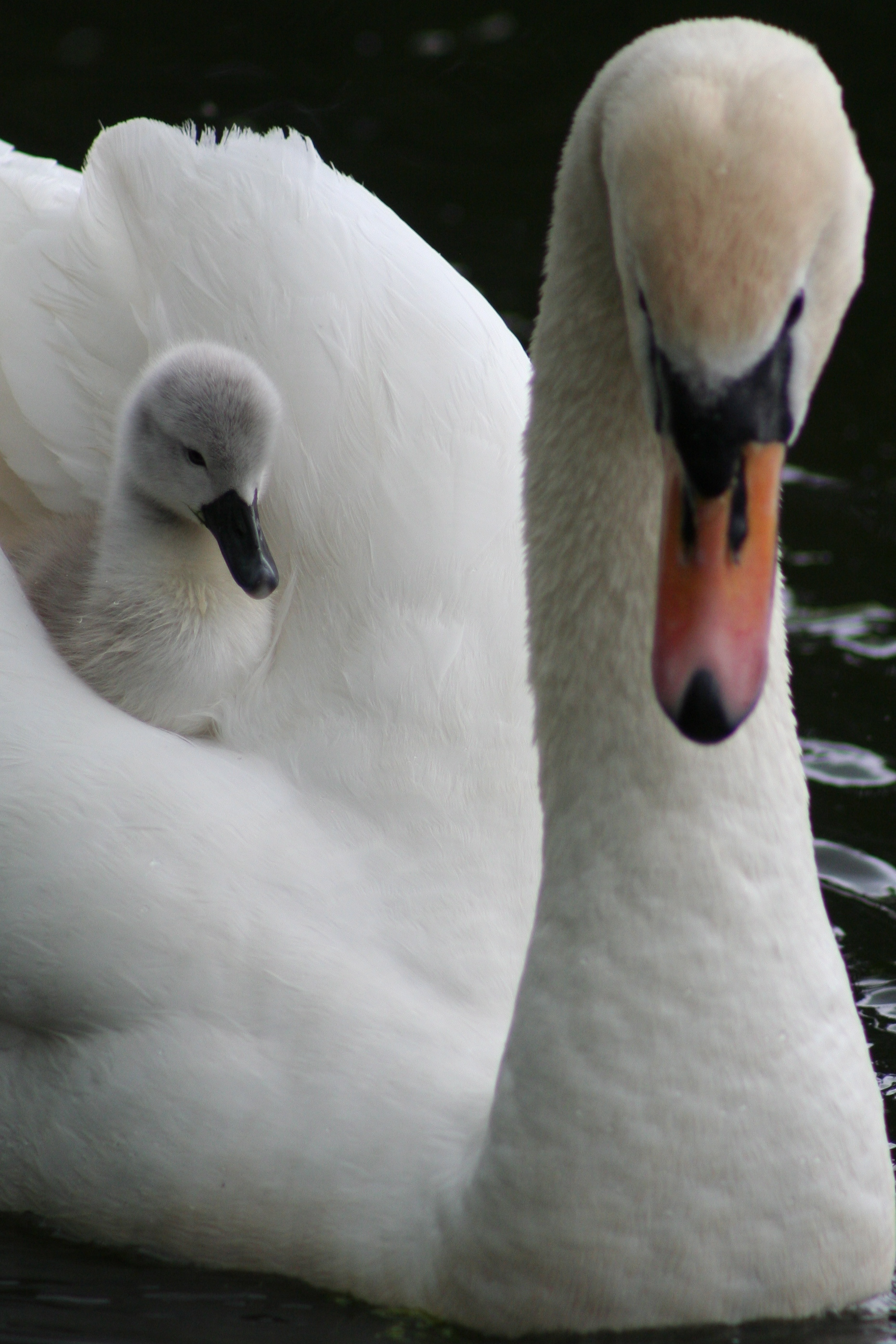
Poussin sur le dos d'un parent.

### Locomotion
Étant donné que les courtes pattes sont placées juste avant la queue, cette espèce marche de façon maladroite. Par contre, les adultes peuvent courir assez vite lorsqu'ils se sentent menacés.
Le cygne tuberculé peut prendre son envol à partir d'un plan d'eau ou du sol (sol plat et doux, comme un pré herbeux). Il a besoin de courir sur une distance de 8 à 20 mètres avant de pouvoir s'envoler. Il peut voler à environ 80 km/h. Les grands groupes utilisent la formation en V. Le cygne tuberculé se pose généralement sur l'eau mais utilise à l'occasion la terre ferme ou la glace.
Cette espèce se déplace sur l'eau aisément. Les ailes sont souvent légèrement élevées ce qui lui permet d'être poussé par les vents. Lors de la mue, les individus poussent l'eau avec leurs ailes pour se déplacer plus rapidement.
Les jeunes se promènent souvent sur le dos de leurs parents.

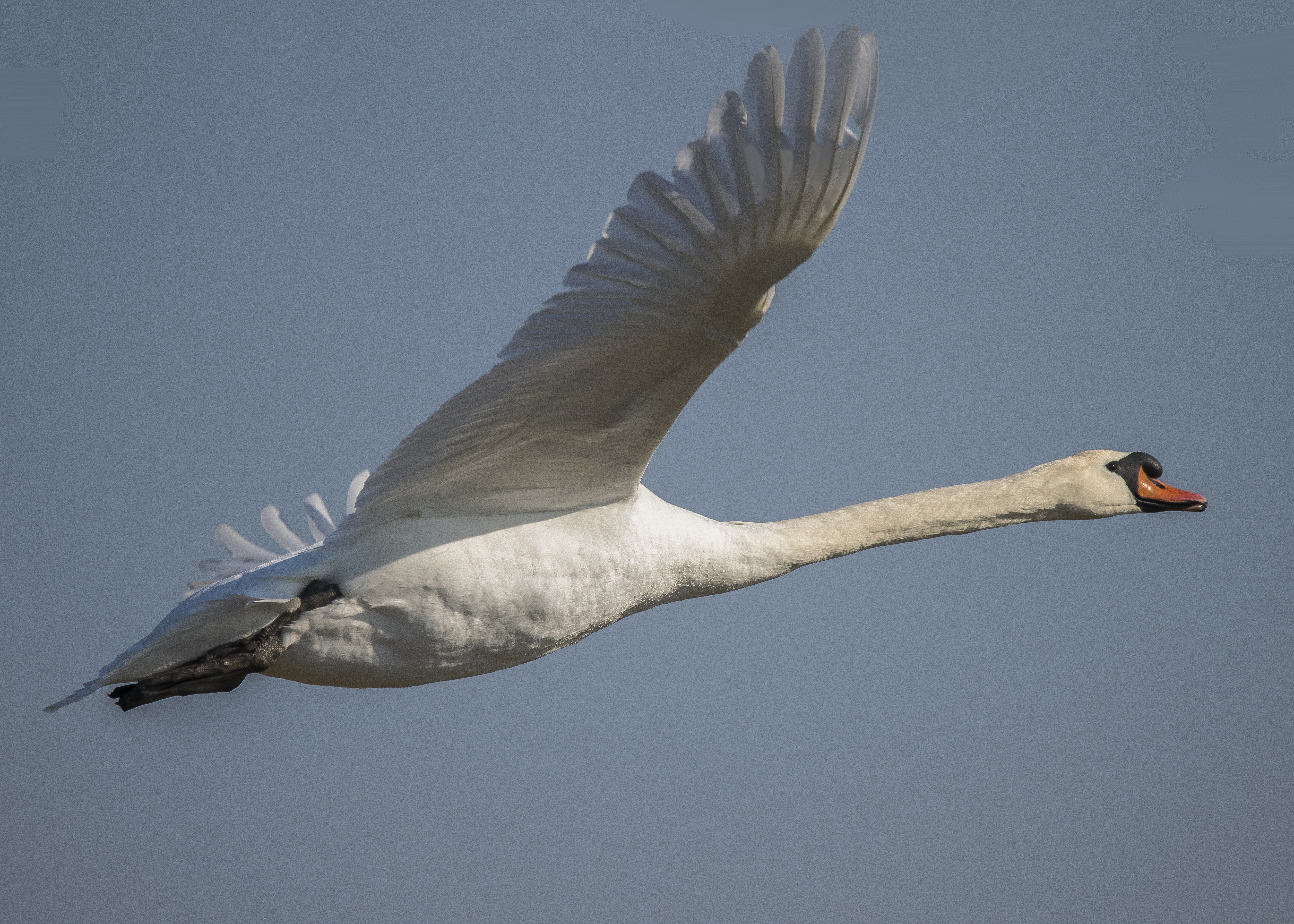
En vol dans la baie de Somme, Hâble d'Ault.

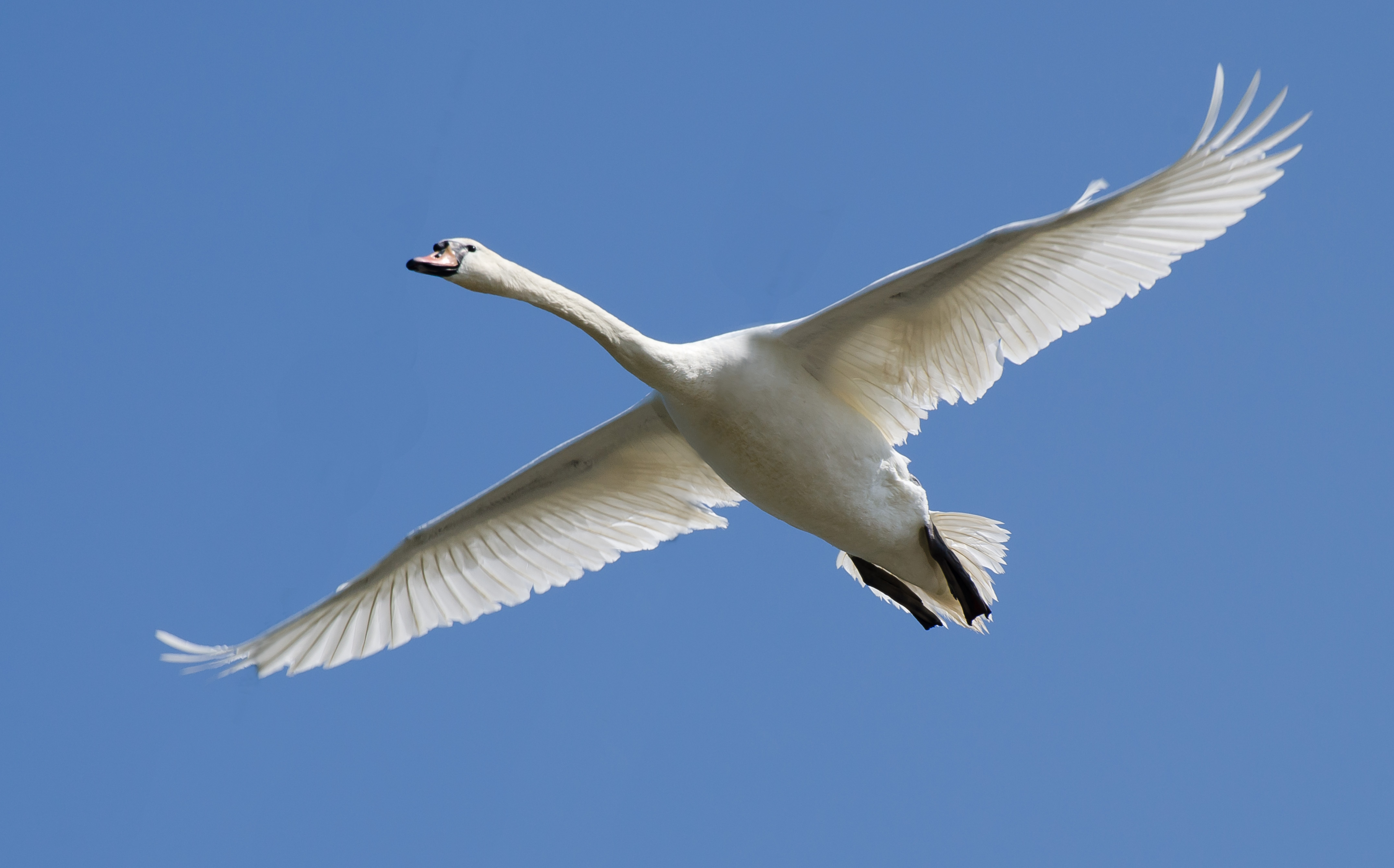
En vol.
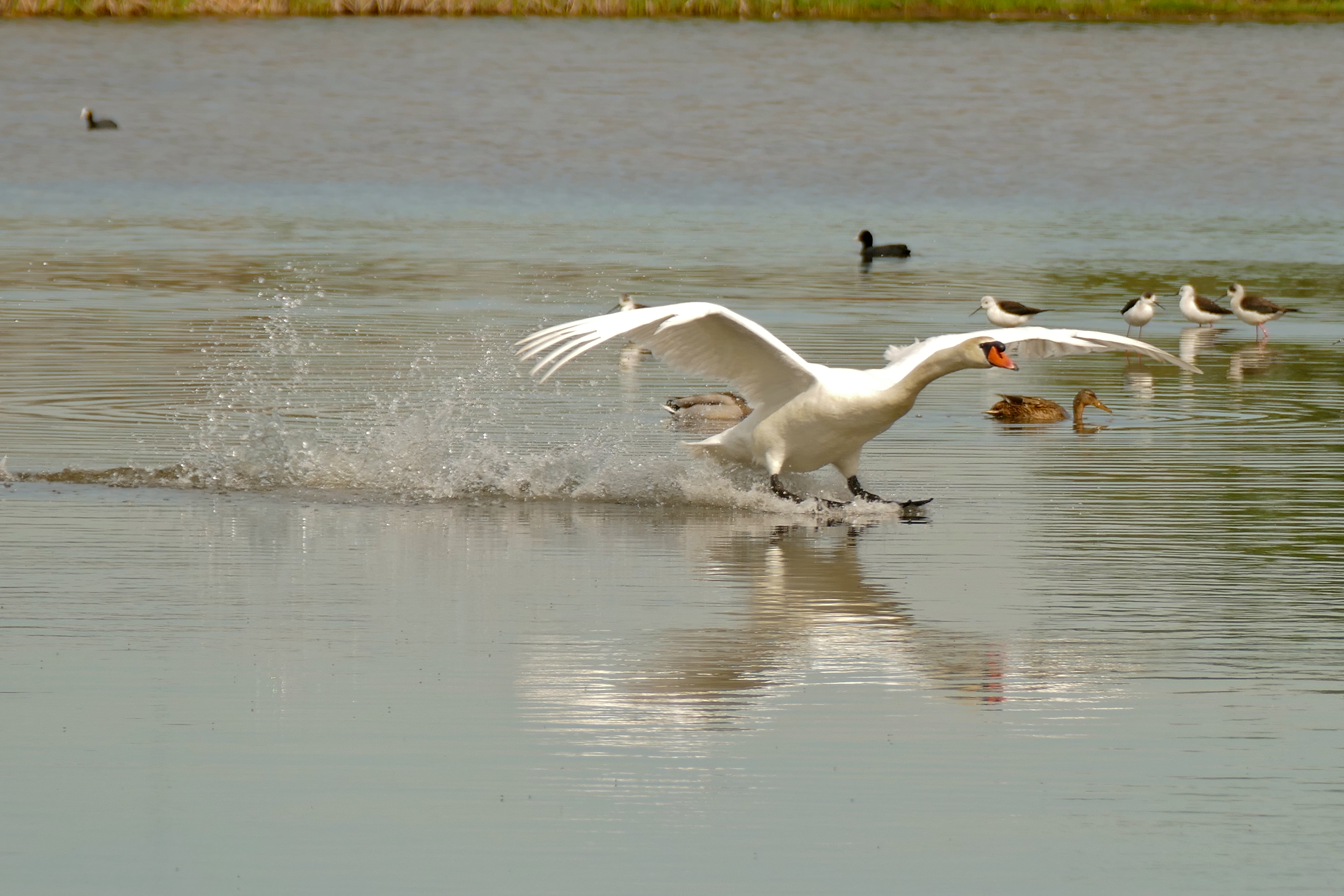
Atterrissage sur un plan d'eau
- Marche sur la glace
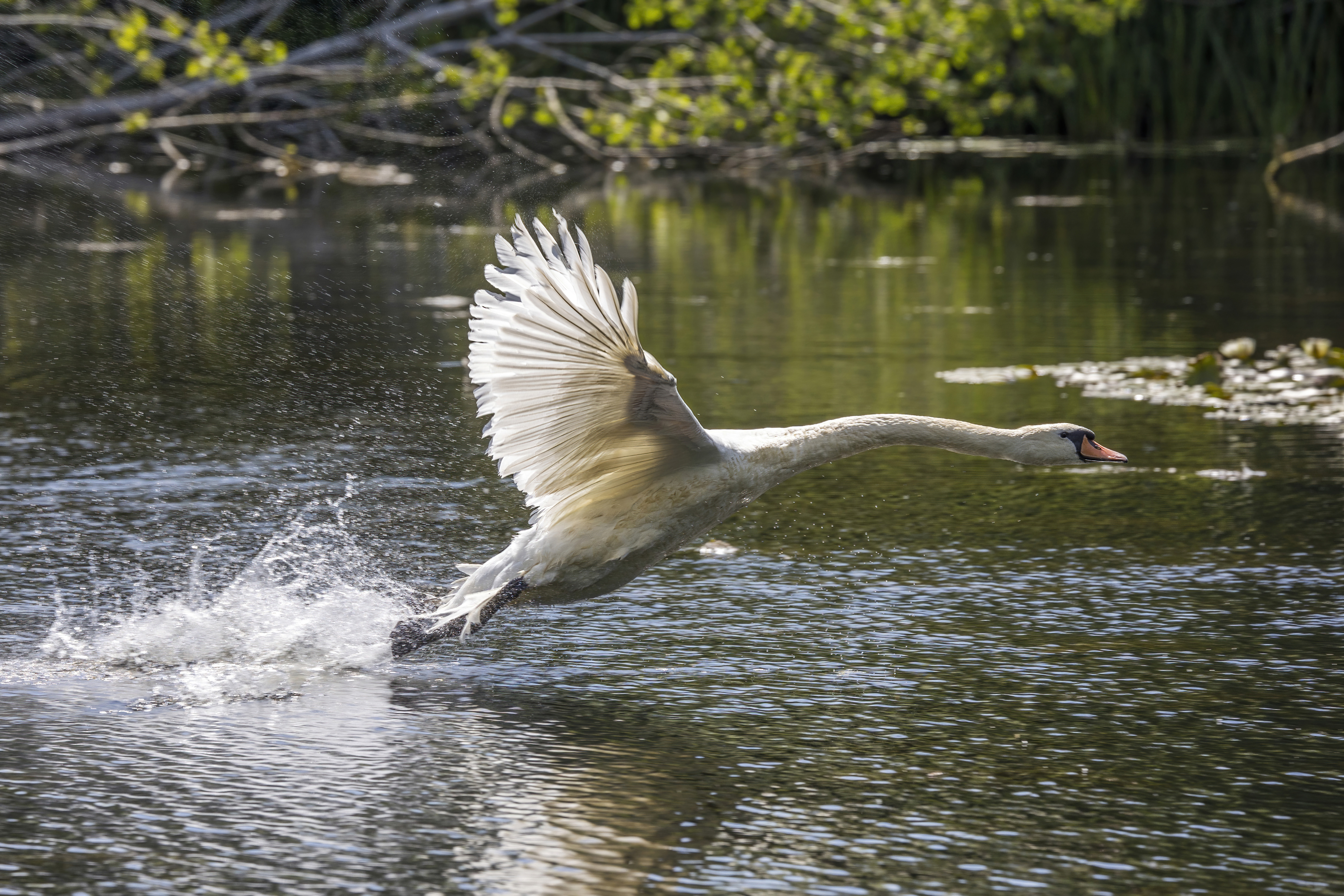
Un cygne s'envolant d'un lac à Wolvercote près d'Oxford.
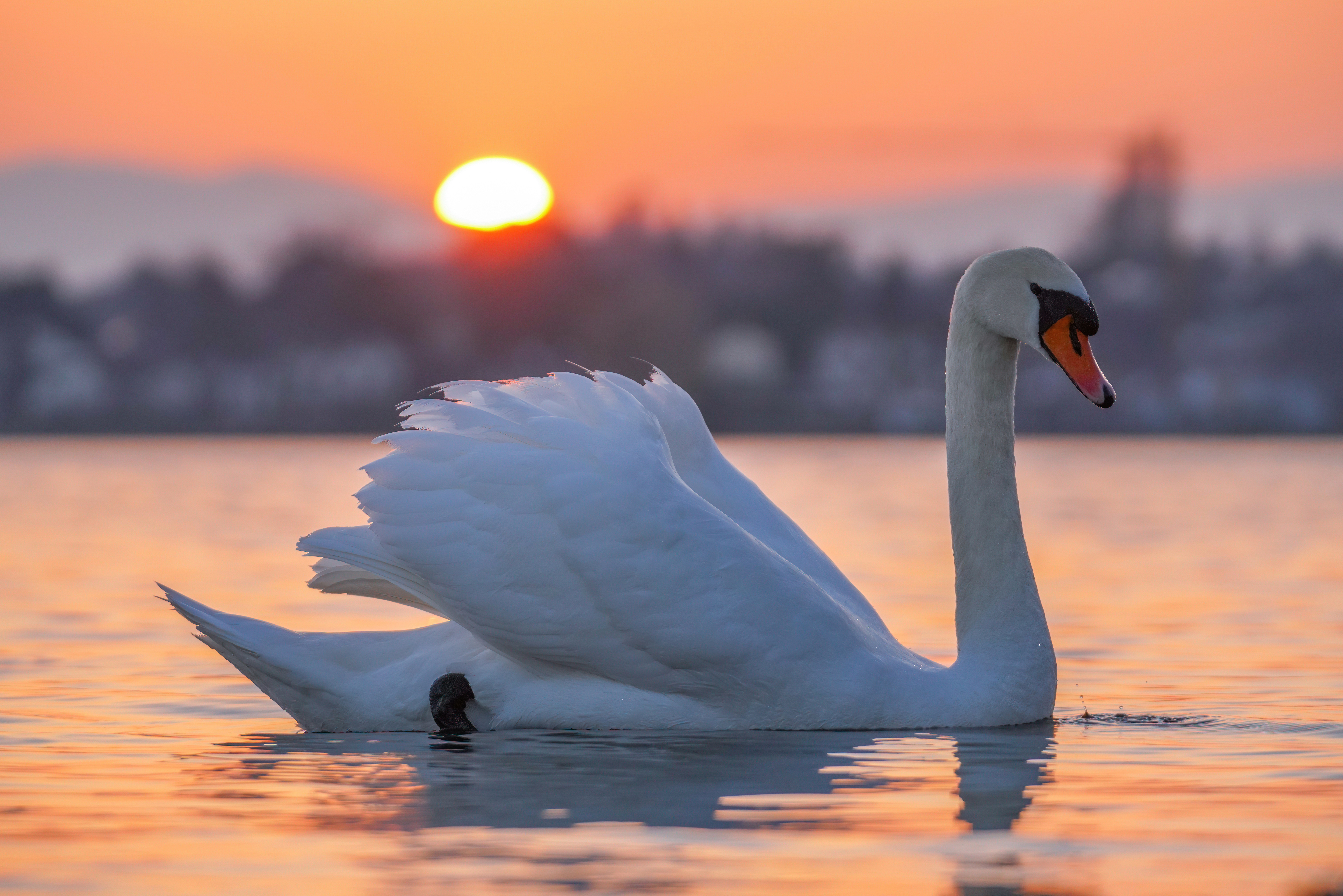
Flottant au soleil couchant sur le Léman.

### Alimentation
Elle est constituée principalement de plantes aquatiques submergées comme l'élodée du Canada, des joncs, des characées du genre Chara, des algues vertes mais aussi des feuilles de jeunes saules. Le cygne tuberculé consomme dans une moindre proportion plusieurs espèces d'amphibiens, de mollusques et de petits organismes aquatiques. Au Michigan, les cygnes se nourrissent de matière animale surtout en période de mue ou tôt au printemps alors que la végétation est plus rare. Le cygne tuberculé préfère les plans d'eau dont la profondeur lui permet d'atteindre le fond (jusqu'à un mètre) avec son long cou.
Le cygne tuberculé se nourrit aussi au sol de plantes terrestres, de graminées et de quelques invertébrés (petits escargots, limaces ou insectes mangés avec les feuilles qu'il ingère).
Il utilise trois méthodes pour se nourrir : l'alimentation en surface, le plongeon de la tête et du cou et le plongeon du corps. Lors de l'alimentation en surface, le bec est maintenu à l'horizontale et filtre l'eau. Cette méthode est utilisée de 51 à plus de 60 % du temps. Le plongeon de la tête et du cou peut durer 10 secondes ; le corps est alors maintenu à l'horizontale à la surface. Lors du plongeon du corps, tout le corps est submergé sauf la queue et les pattes. Les cygneaux peuvent plonger sous la surface de l'eau.
Lorsque la profondeur le permet et au-dessus des fonds vaseux, il agite les pattes sous l'eau. Ce mouvement creuse un entonnoir où les organismes les plus lourds s'accumulent, étant alors plus faciles à manger. Ce faisant il peut ingérer de la grenaille de plomb de chasse, et mourir de saturnisme (ce qui est une cause fréquente de mortalité des cygnes sur les zones où la chasse est fréquente).
La ration quotidienne a été estimée comprise entre 3,6 et 4 kg pour des adultes en cours de mue.

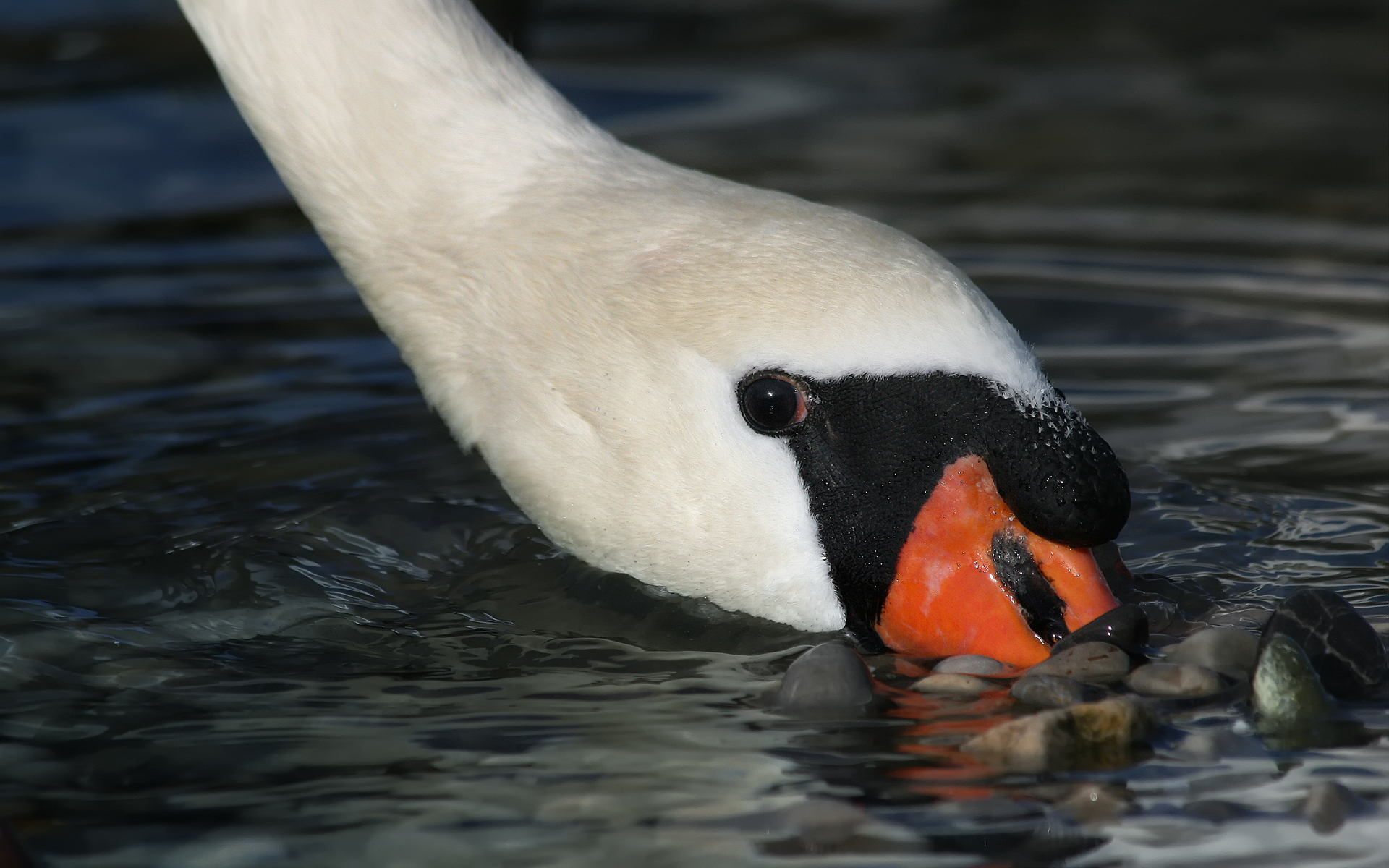
Alimentation en surface.
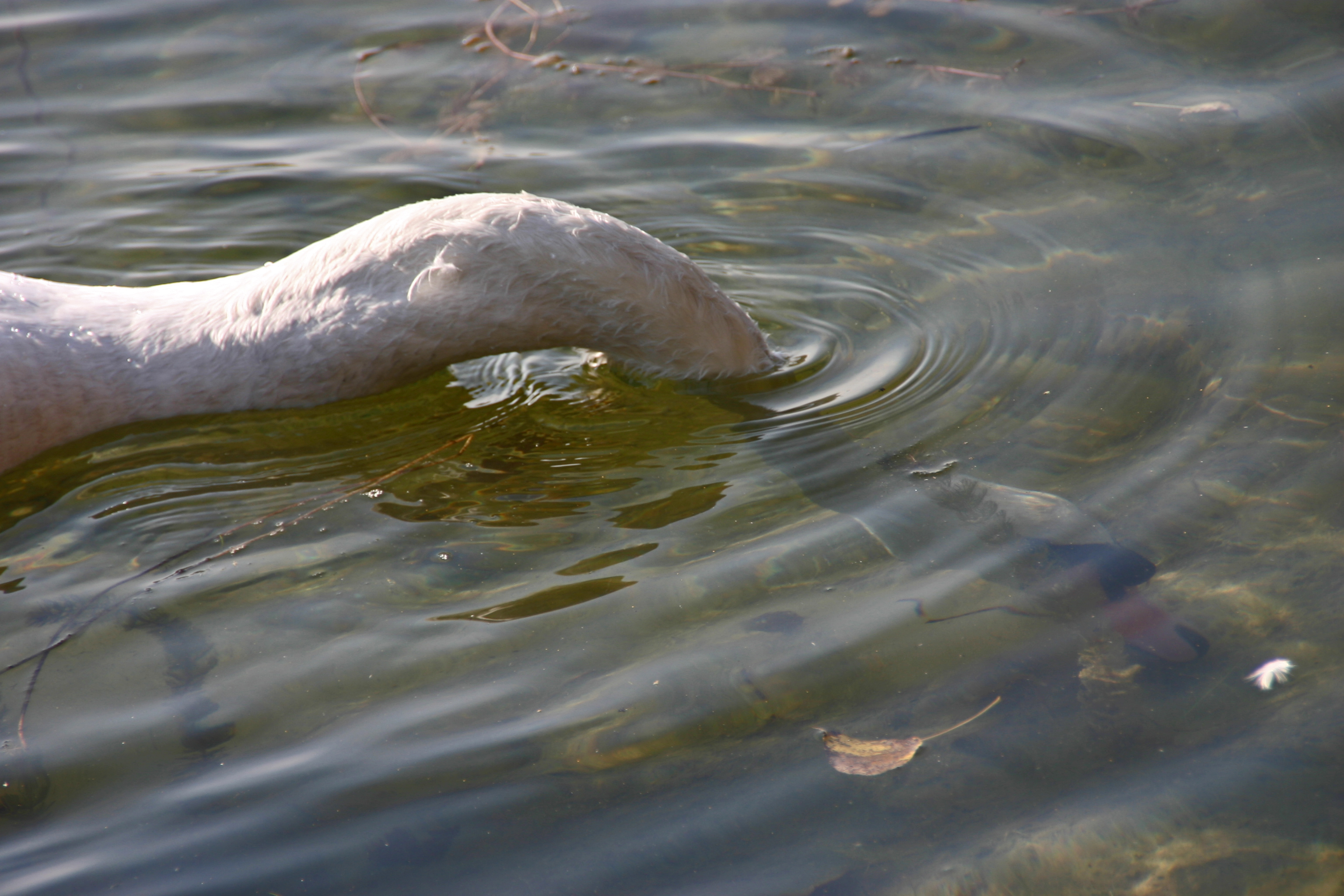
Plongeon de la tête et du cou.
- Cygne tuberculé se nourrissant de plantes aquatiques.
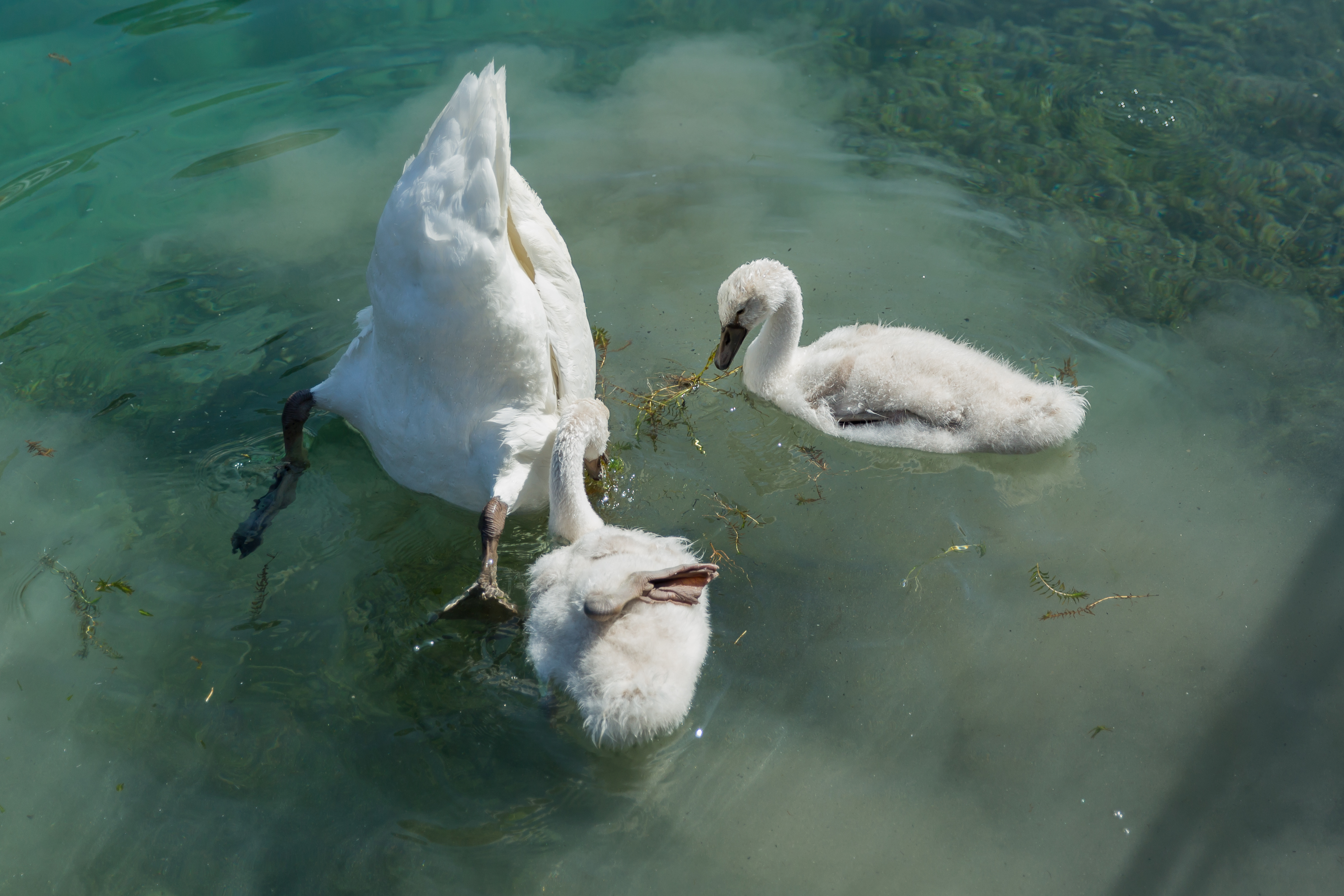
Cygnus olor (Cygne tuberculé) ; cygneaux avec un adulte les aidant à se nourrir à Annecy, France.
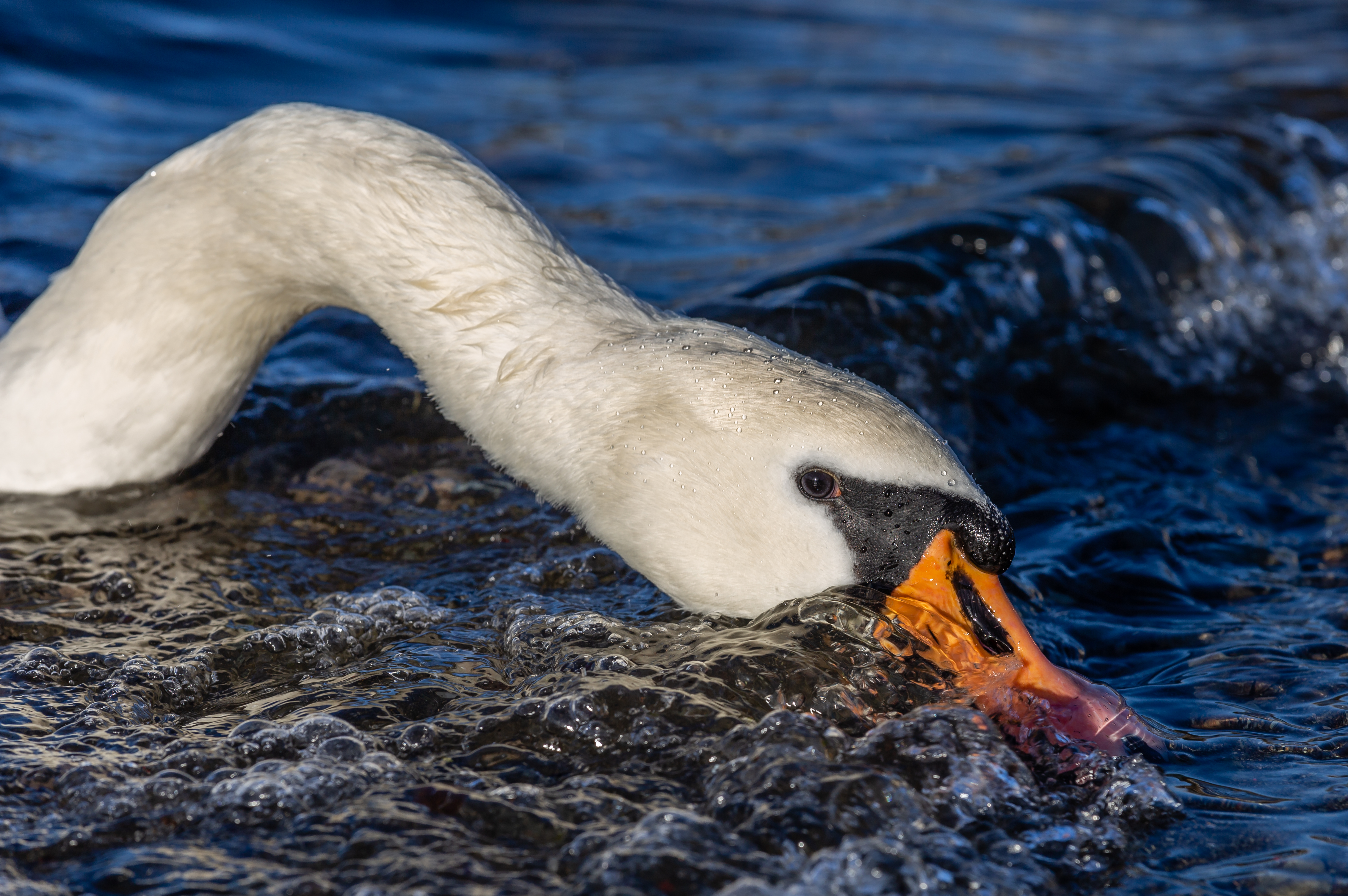
Cherchant de la nourriture dans les vagues.

### Comportement social

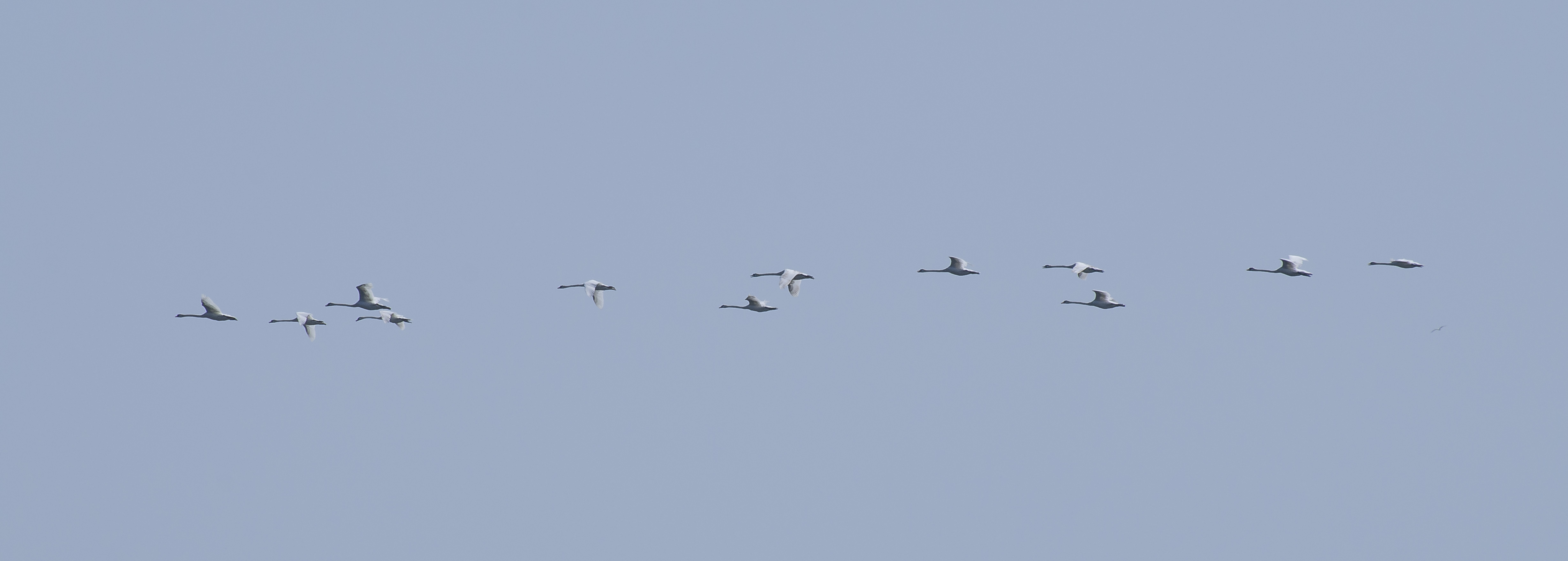
Volée.

Le cygne tuberculé est agressif envers les intrus sur son territoire. Mais il peut être apprivoisable. Le cygne tuberculé montre son agressivité en battant des ailes et en frappant l'eau avec ses pieds palmés, ce qui produit un son pouvant s'entendre à plusieurs centaines de mètres. Lors des confrontations, l'adulte (généralement le mâle mais parfois la femelle) poursuit son rival avec la tête et le cou posés sur le corps, les ailes relevées et le bec pointé vers l'avant et près du cou. Cette posture est caractéristique des interactions agressives chez le cygne tuberculé. Les deux adversaires utilisent également leurs ailes pour se frapper, ils s'entremêlent le cou et se mordent l'un l'autre le dos et le cou. Le mâle dominant peut monter sur son rival, utiliser ses pattes et son cou pour pousser l'autre cygne sous l'eau jusqu'à ce que celui-ci abandonne le combat ou se noie.
Il est possible d'observer des bandes de plus de cent individus. Ces grands groupes sont généralement constitués de juvéniles non appariés. Il arrive également que les groupes familiaux restent ensemble pendant l'hiver.

#### Vocalisations
Le cygne tuberculé est moins vocal que le cygne chanteur et que le cygne siffleur ; le son le plus associé à cette espèce est le bruit de ses ailes en vol, audible jusqu'à deux kilomètres. Ce son est particulier à l'espèce et avait été noté par John James Audubon dans son livre Les Oiseaux d'Amérique.
L'adulte possède néanmoins de huit à dix cris différents qui se manifestent lors de certaines situations. Par exemple, des cris spécifiques existent pour marquer les salutations entre partenaires, les réactions face aux perturbations, la défense du territoire, les interactions entre les membres d'un même groupe, l'empreinte de la voix et la sollicitation de nourriture, entre autres. Les deux sexes vocalisent de façon égale.
Il existe également plusieurs cris utilisés uniquement par les cygneaux : le cri de contact, le cri de détresse, le cri de salutation, le cri de fatigue et le cri de défense.

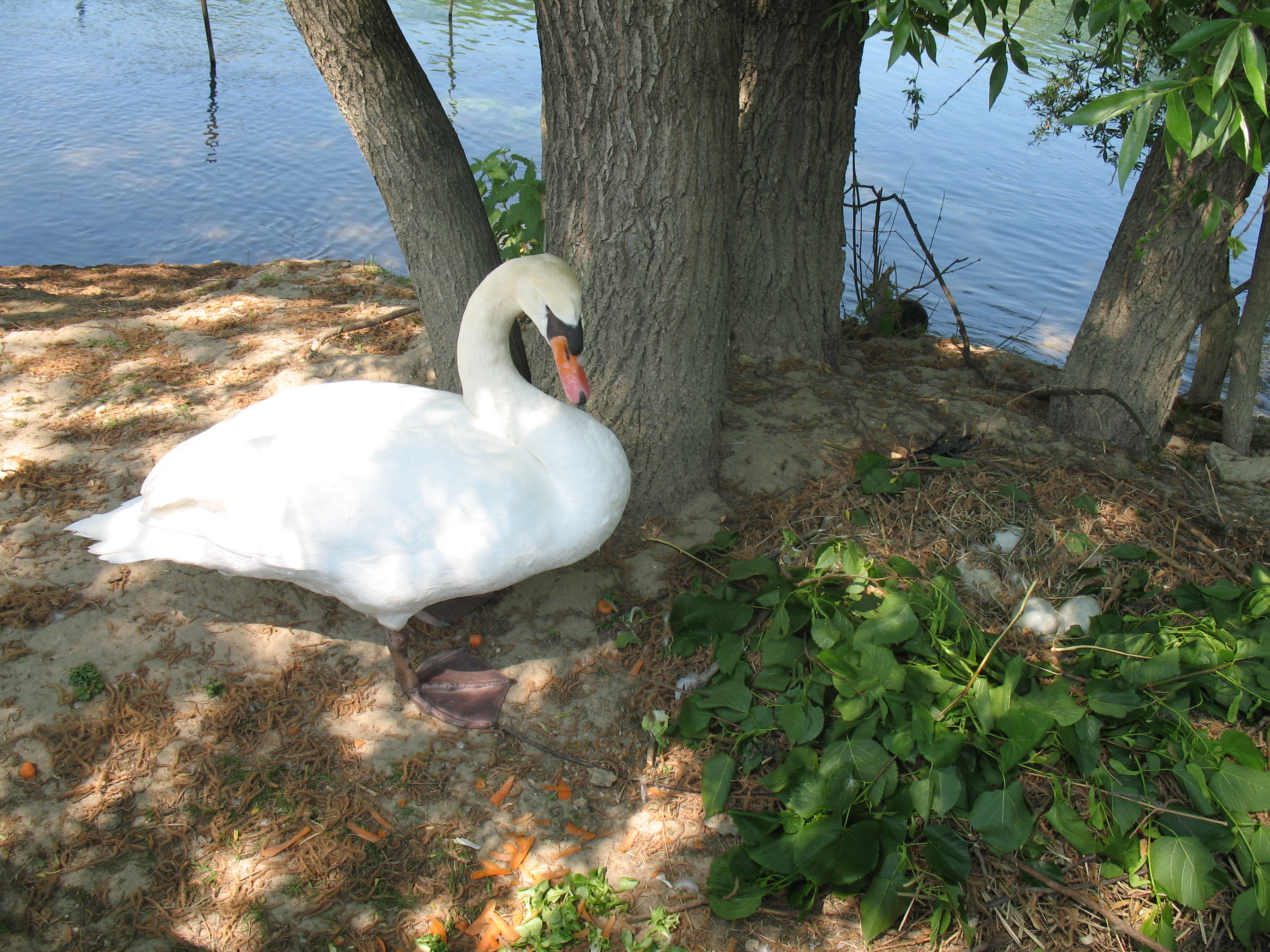
Cygne s'occupant de ses œufs.

### Reproduction
Après sa formation, qui a lieu à l'automne ou en hiver, le couple attendra un an avant de se reproduire mais restera généralement uni pour la vie. Les cygnes tuberculés montrent plusieurs comportements lors de la parade nuptiale, allant du hérissement des plumes du cou et au lissage mutuel en passant par le redressement du corps hors de l'eau.
Lorsque les adultes sont appariés, chaque couple se met à la recherche d'un territoire. Les cygnes tuberculés s'installent souvent près des canards ou des goélands qui bénéficient de la capacité des cygnes à atteindre les plantes aquatiques. Ils défendent agressivement un territoire de grandeur variable, allant de 1,2 à 4,7 ha. Les territoires sont généralement assez éloignés les uns des autres. En Angleterre, une étude de 1967 mesura une distance moyenne entre les nids de 2,4 à 3,2 km.
Les deux parents construisent le nid. Celui-ci est placé sur un monticule fait de branches construit en eau peu profonde au milieu ou au bord de divers plans d'eau : lacs, rivières, étangs, parcs. Le nid est constitué de quenouilles, de roseaux et de racines de plantes aquatiques et l'intérieur est recouvert de végétaux fins, de plumes et de duvet,. Ces oiseaux monogames réutilisent le même nid année après année, le restaurant ou le reconstruisant au besoin. Le nid peut donc atteindre un diamètre de 2 m et une hauteur de 0,6 à 0,8 m.
La femelle pond généralement de 4 à 9 œufs à raison d'un œuf par deux jours. La taille de ces œufs a pour valeurs extrêmes : 98,8-122,0 mm × 68,0-80,0 mm. Bien que le mâle et la femelle prennent soin du nid, la couvaison, qui dure de 34 à 41 jours, est assurée principalement par la femelle. Les poussins sont nidifuges et restent au nid moins de 48 heures. Lorsque les poussins quittent le nid, les familles cherchent leur nourriture ensemble.
La longévité record pour cette espèce est de 26 ans et 9 mois.

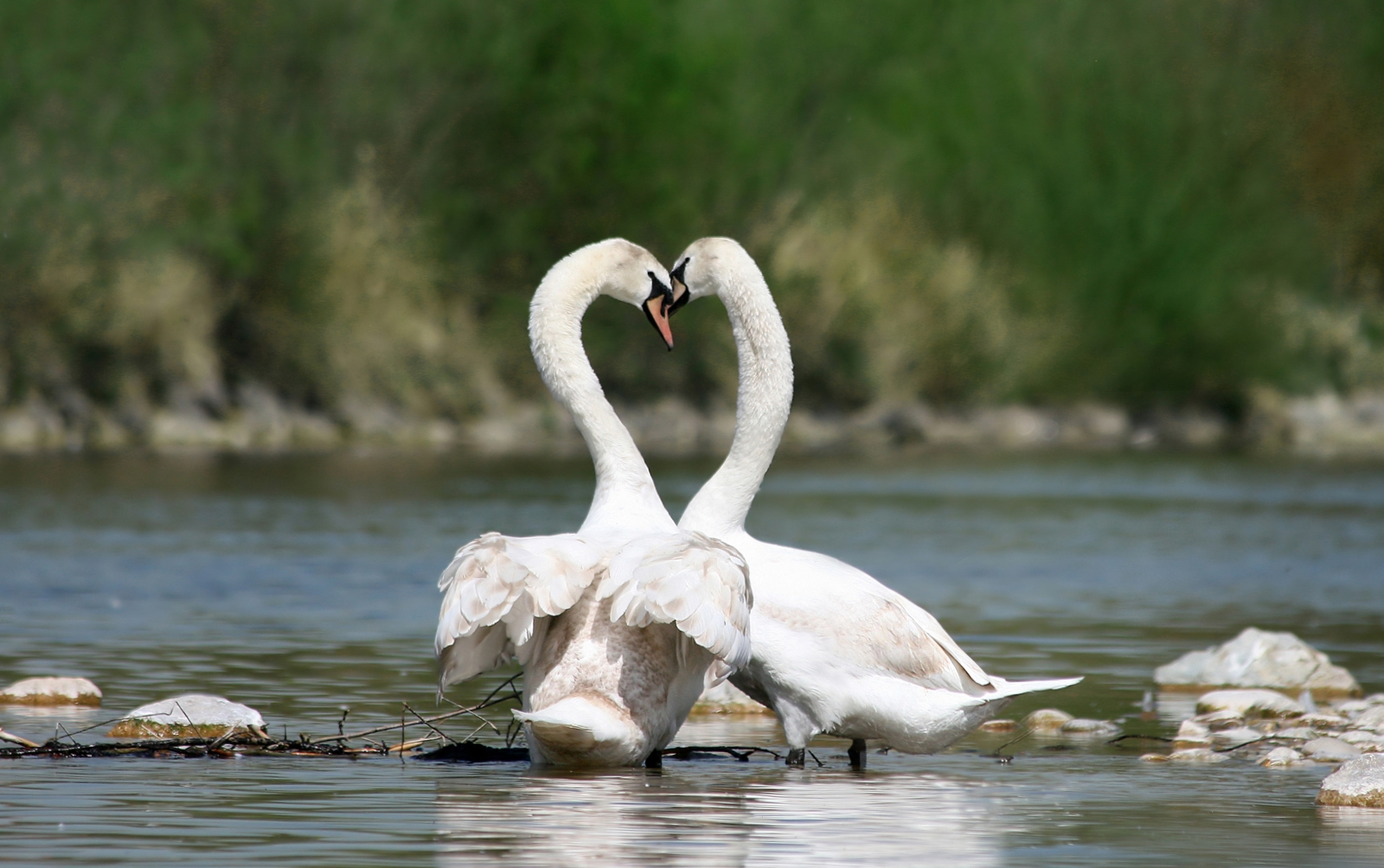
Parade nuptiale.
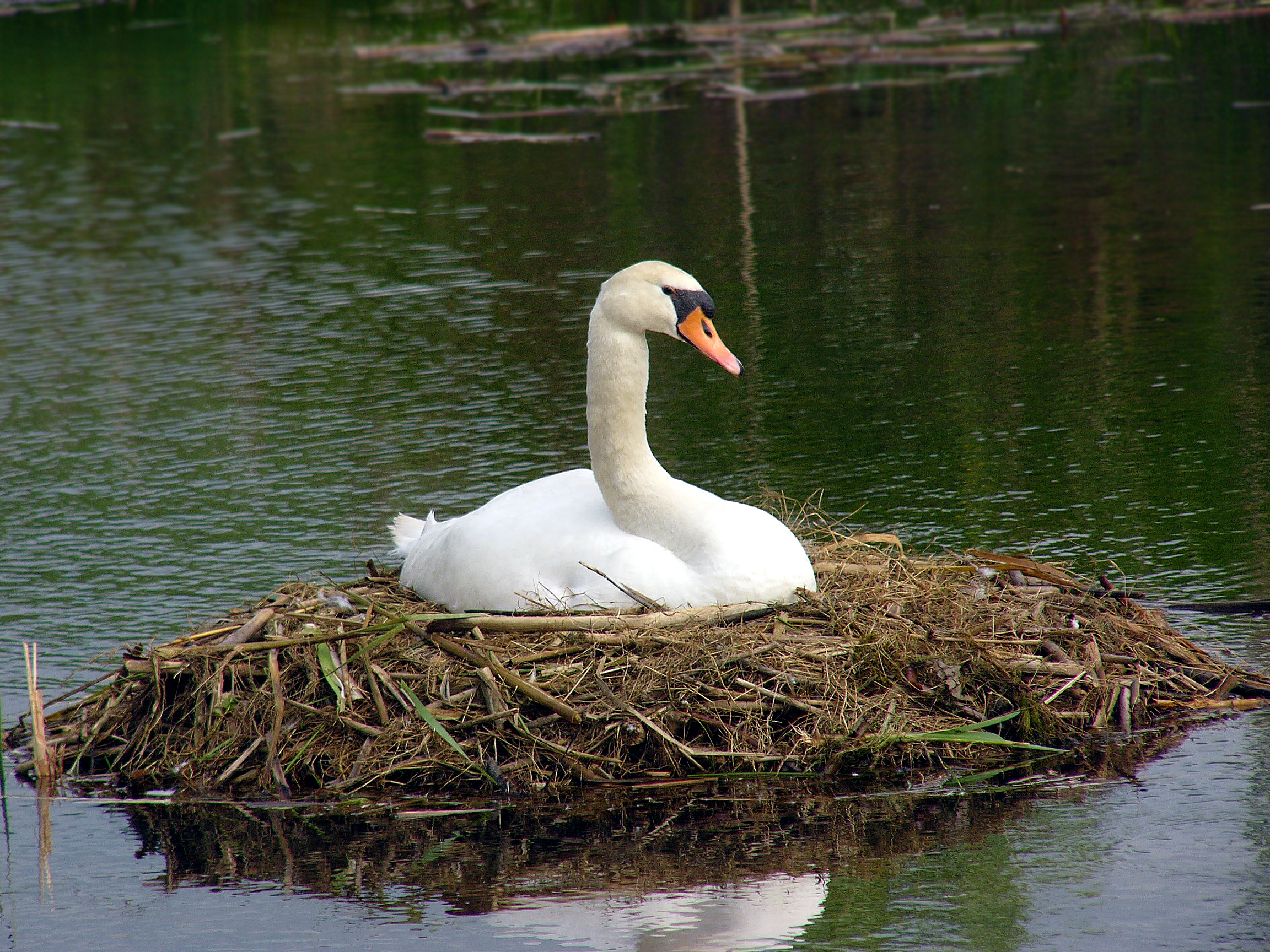
Cygne tuberculé sur son nid.
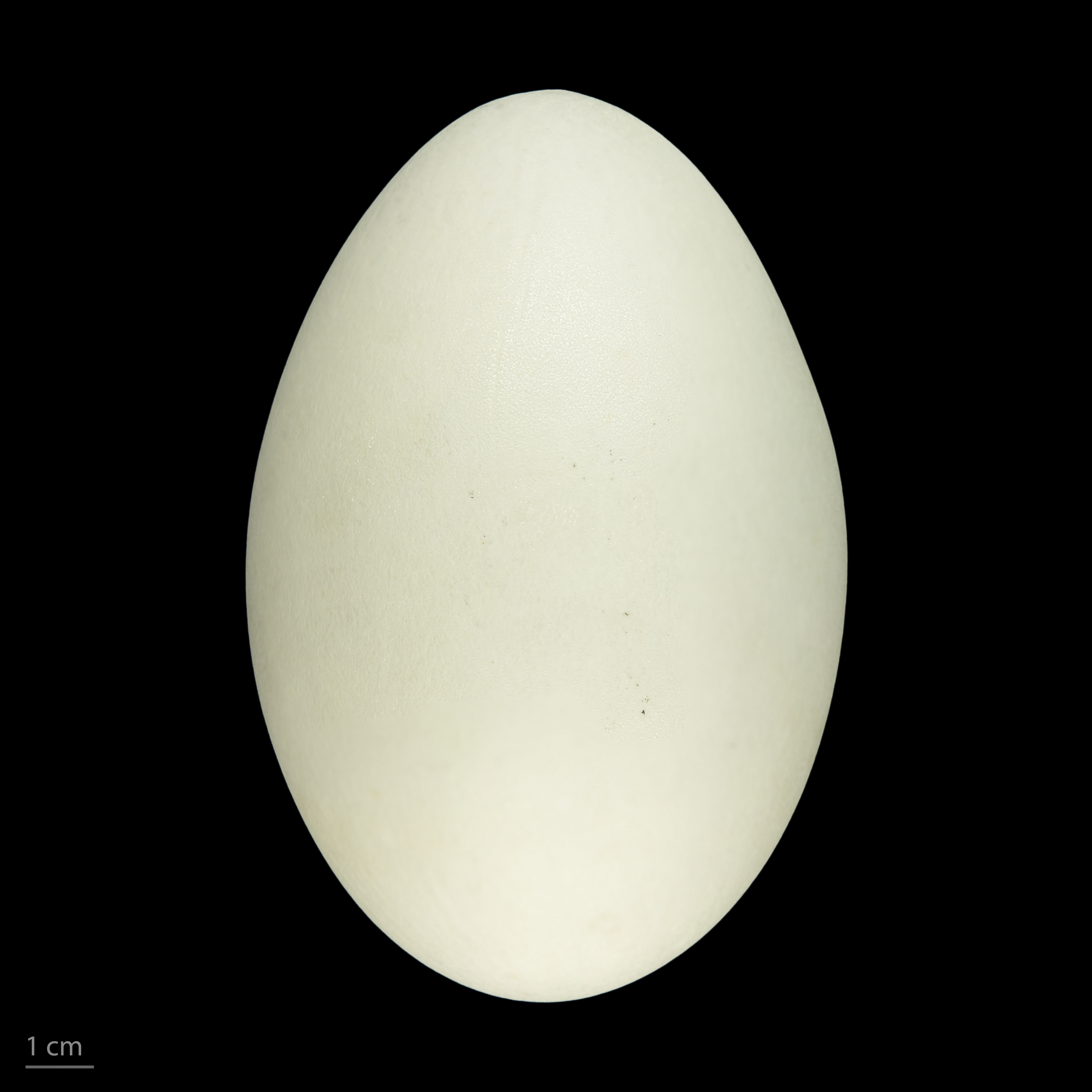
Œuf de Cygnus olor -  Muséum de Toulouse.
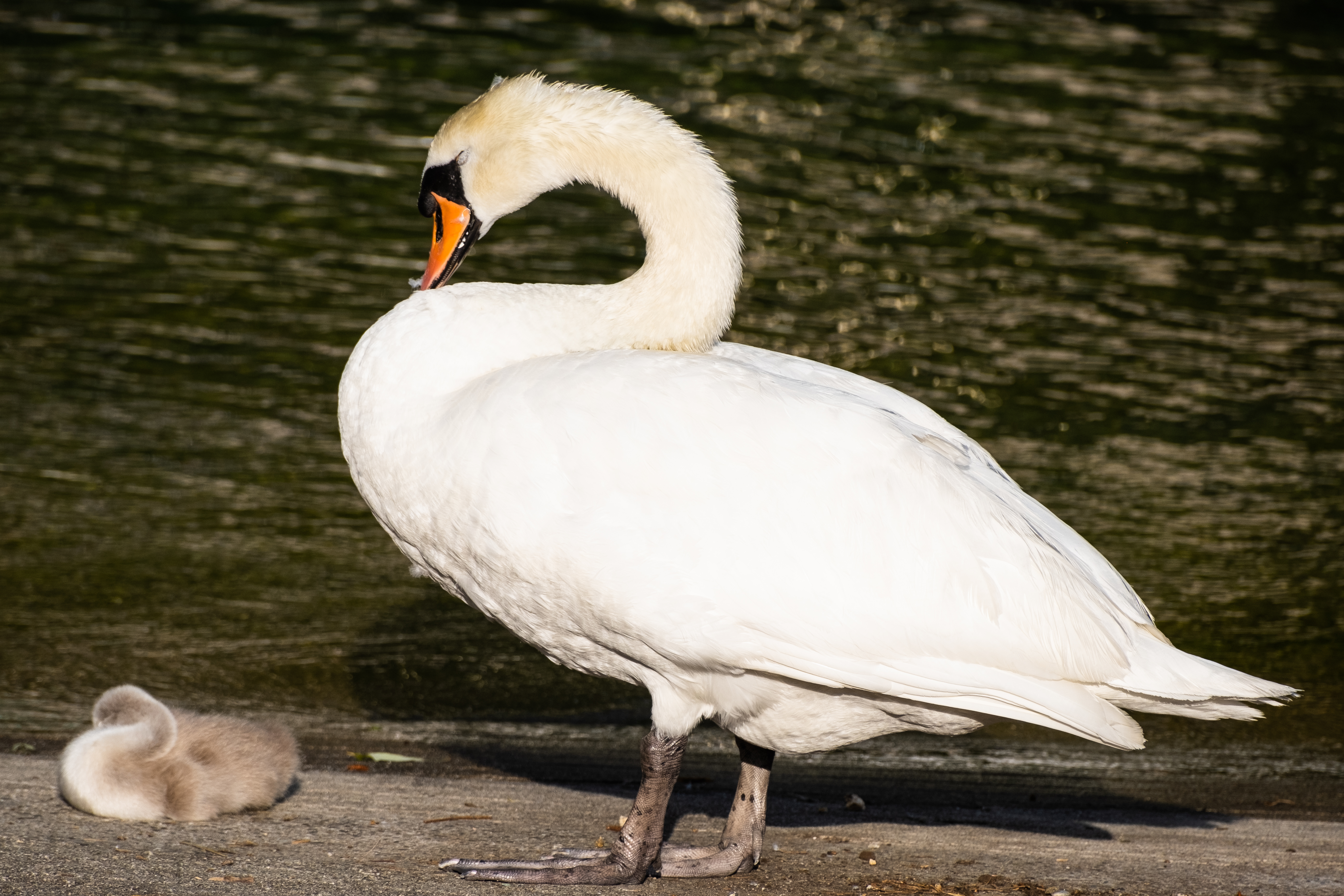
Cygneau au repos avec un adulte.
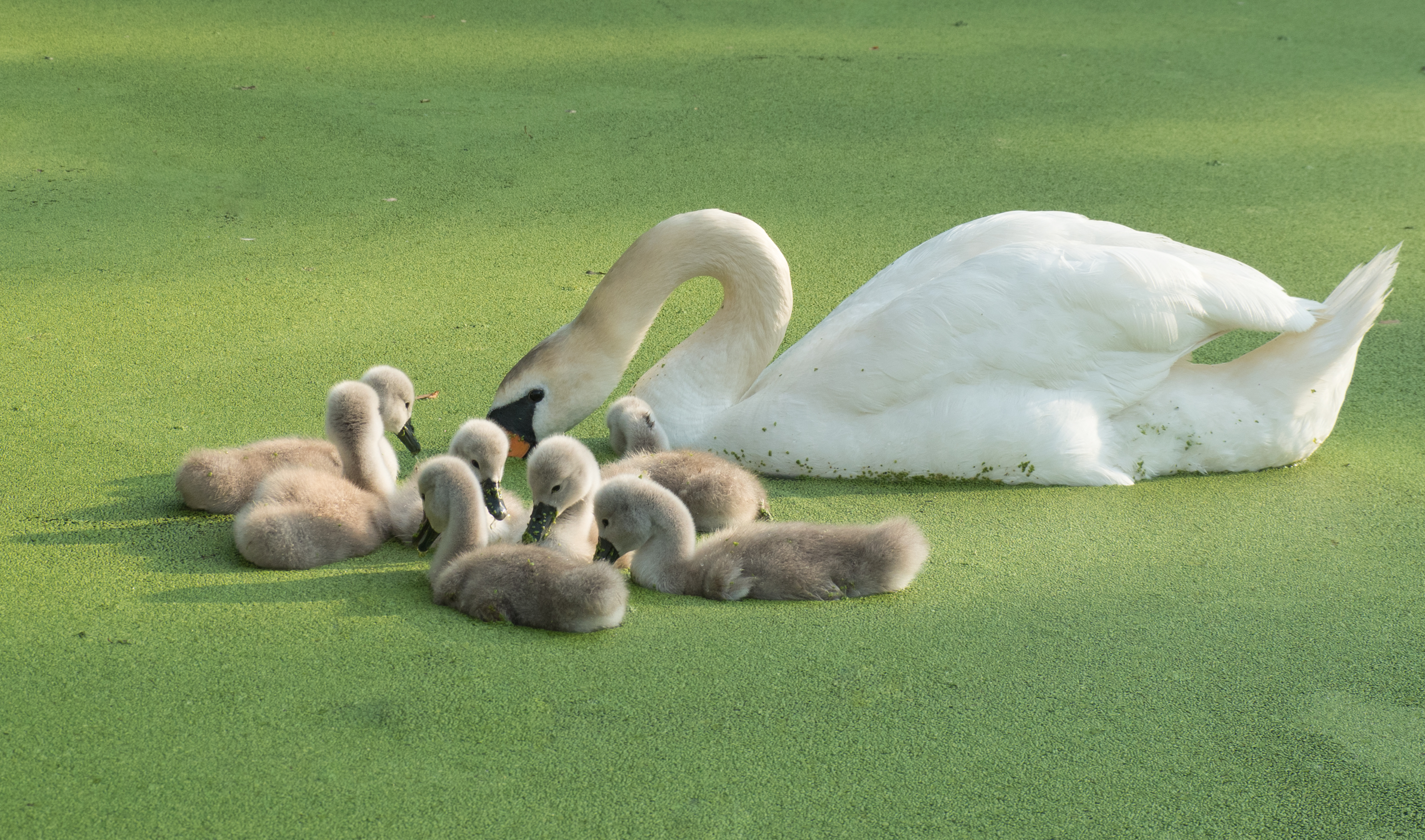
Cygne et petits à Prospect Park, New-York.
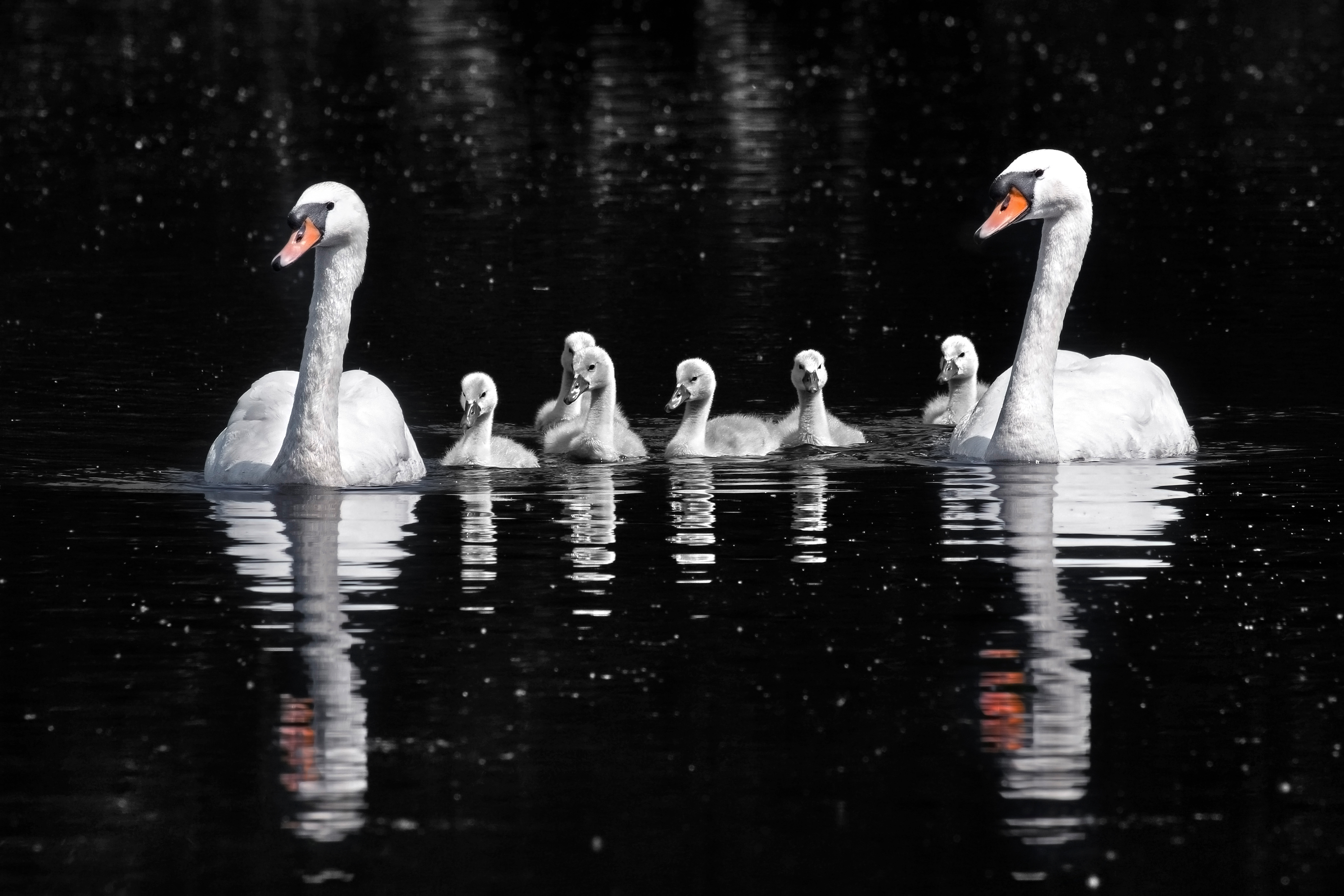
Sur un lac à Wolvercote près d'Oxford.
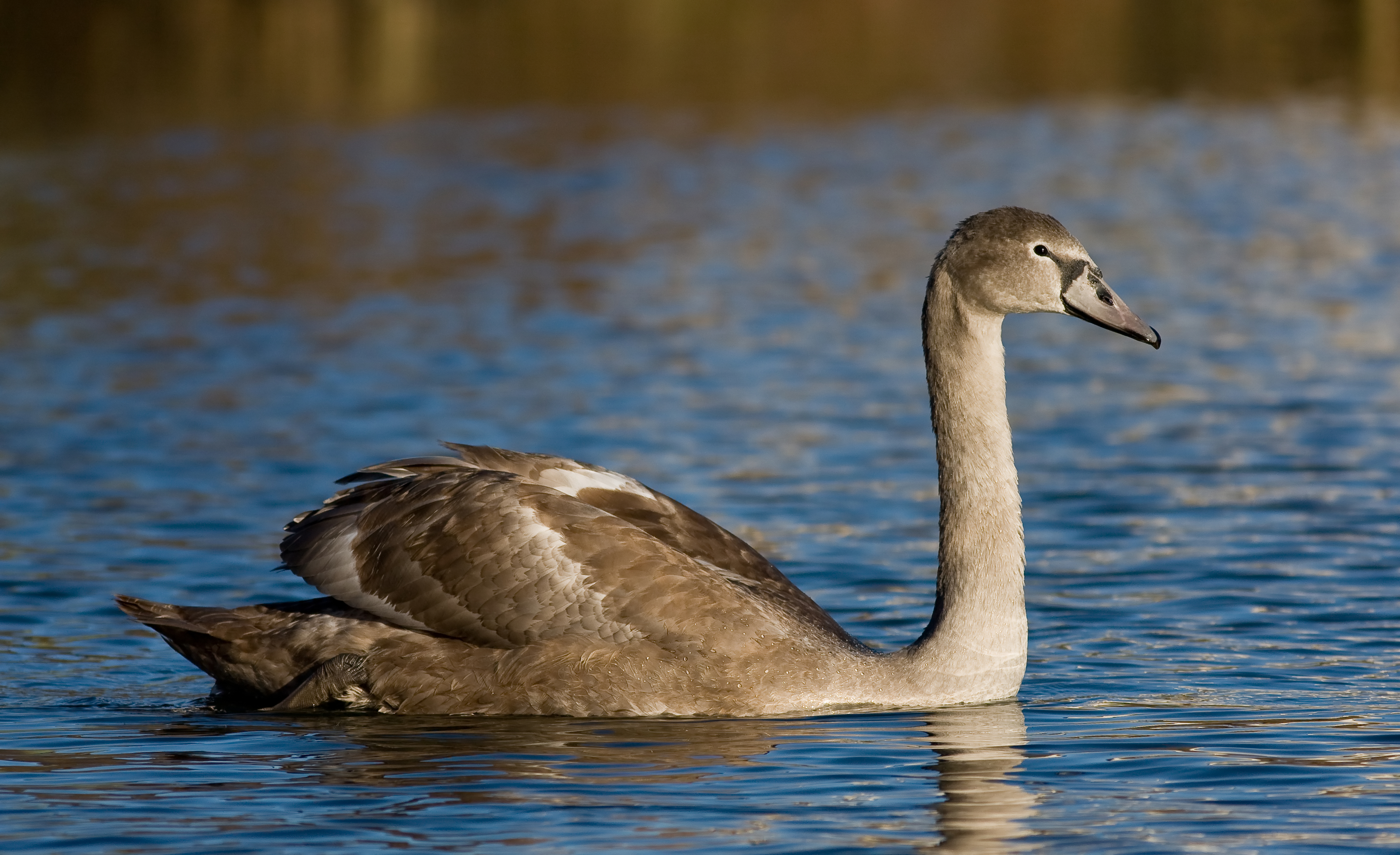
Juvénile.
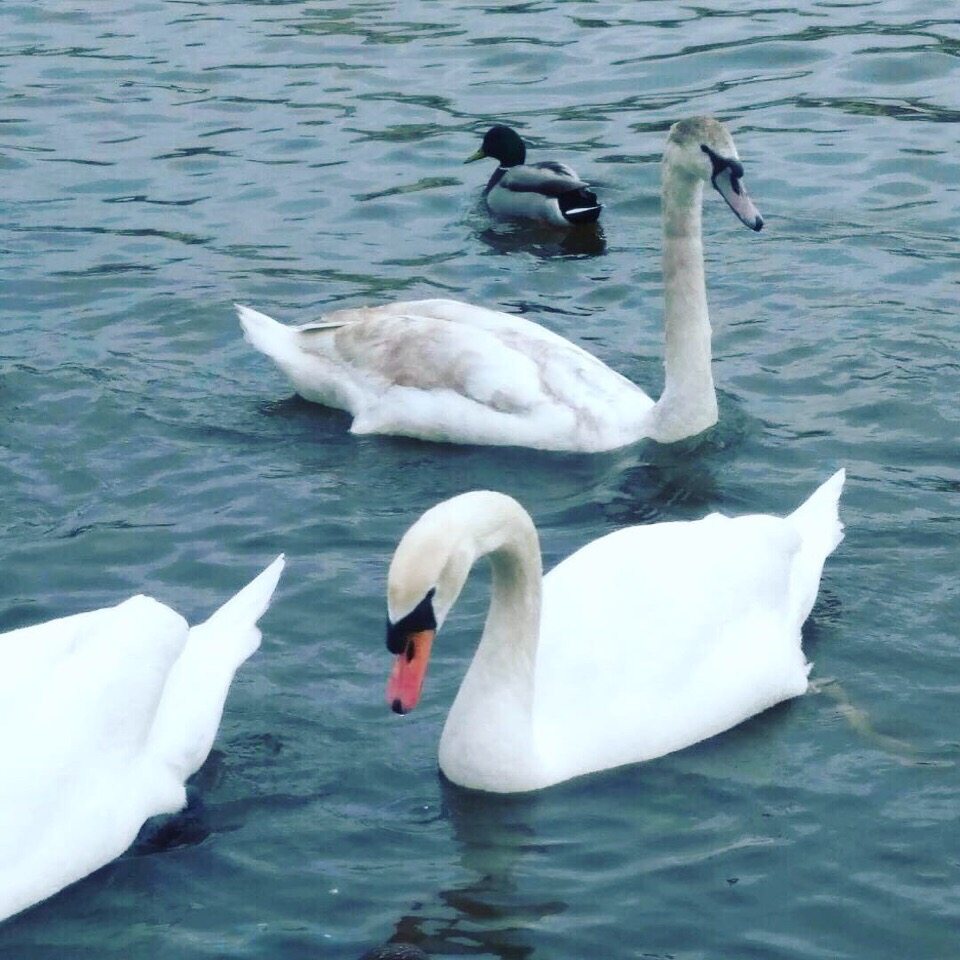
Cygnes tuberculés sur le lac d'Orongoï, Bouriatie.

## Maladies et parasites

### Microbes
Le cygne tuberculé fait partie des espèces sauvages ayant la plus grande sensibilité à la souche H5N1 du virus responsable de la grippe aviaire. De plus, le cygne tuberculé peut souffrir de l'entérite virale appelée peste du canard, de la maladie de Newcastle, de la maladie de Marek, de la pseudotuberculose et de la tuberculose aviaire. Plusieurs bactéries pathogènes peuvent l'infecter dont Clostridium botulinum, divers staphylocoques, Escherichia coli, Salmonella enterica, Actinobacillus spp., Pasteurella multocida, et Mycobacterium avium.

### Protistes
Plusieurs protistes ont été observés chez le Cygne tuberculé dont Eimeria spp., Haemoproteus sp., Leucocytozoon simondi et Trypanosoma sp.

### Helminthes
Au moins 28 espèces de trématodes infectent cet oiseau. Le cestode le plus fréquemment rencontré appartient au genre Hymenolepis mais au moins 22 autres espèces ont été observées. De plus, au moins 12 espèces de nématodes ont été notées chez le cygne tuberculé dont Sarconema eurycerca et Echinuria uncinata qui est ingéré avec son hôte intermédiaire, Daphnia. Fillicollis anatis et Polymorphus spp., deux acanthocéphales, sont également rencontrés. Finalement, les sangsues Protoclepsis granata et Theromyzon sp. infectent les cygnes.

### Arthropodes
Freyana anserina est présente dans les plumes de l'oiseau. Le pou Trinoton anserinum est commun et d'autres espèces de pou ont été notées dont Anatoecus spp., Ciconiphilus cygni et Ornithobius spp..

## Systématique
Le Cygne tuberculé a été décrit par le naturaliste allemand Johann Friedrich Gmelin en 1789.
Il n'y a pas de sous-espèces reconnues chez le Cygne tuberculé. De plus, il n'existe pas de variations géographiques puisque l'occurrence des morphes semble indépendante de la répartition.
Les caractéristiques comportementales suggèrent des liens de parenté étroits avec le Cygne noir (Cygnus atratus) de l'Australie plutôt qu'avec les autres espèces de cygnes de l'hémisphère nord. Par contre, l'analyse de la morphologie supporte le regroupement des cygnes dans la tribu Cygnini. Le cygne tuberculé serait alors placé dans le sous-genre Cygnus près du sous-genre Olor qui, lui, regrouperait les autres espèces de cygnes de l'hémisphère nord. Quant au Cygne noir et au Cygne à cou noir (Cygnus melancoryphus) seraient placés dans le sous-genre Chenopis selon cette classification.
Le Cygne tuberculé peut s'hybrider avec le Cygne noir, le Cygne chanteur, le Cygne trompette et le Cygne siffleur, ce qui suggère des affinités systématiques plus importantes entre ces cinq espèces.

### Évolution
Des fossiles ressemblant au Cygne tuberculé ont été trouvés en Eurasie et dans quatre états des États-Unis : la Californie, l'Arizona, l'Idaho et l'Oregon. La ligne du temps associée à ces fossiles va du Miocène jusqu'à la fin du Pléistocène, ou 10 000 BP. La dernière trouvaille se trouvait dans le Parc d'État d'Anza-Borrego Desert, en Californie.
Les fossiles nord-américain du Pleistocène incluent Cygnus paloregonus, qui était de plus grande taille que le Cygne trompette mais de plus petite taille que Cygnus americanus, une espèce éteinte. Certains considèrent que Cygnus paloregonus était plus apparenté au Cygne tuberculé qu'aux autres espèces de cygnes.
Des fossiles de la paléosous-espèce Cygnus olor bergmanni, qui diffère uniquement du Cygne tuberculé par la taille, ont été trouvés en Azerbaïdjan.
Des subfossiles de la forme actuelle du cygne tuberculé vieux de 6 000 ans ont été trouvés dans des tourbières de l'Est-Anglie, en Grande-Bretagne, montrant que l'espèce est autochtone en Grande Bretagne et en Europe de l'Ouest pour la période actuelle qu'est l'Holocène. D'autres subfossiles plus anciens datant de 13 000 BP (fin de la dernière période glaciaire) ont été trouvés en Irlande, au Portugal, en Italie, et dans le Sud de la France.

## Répartition et habitat

### Habitat

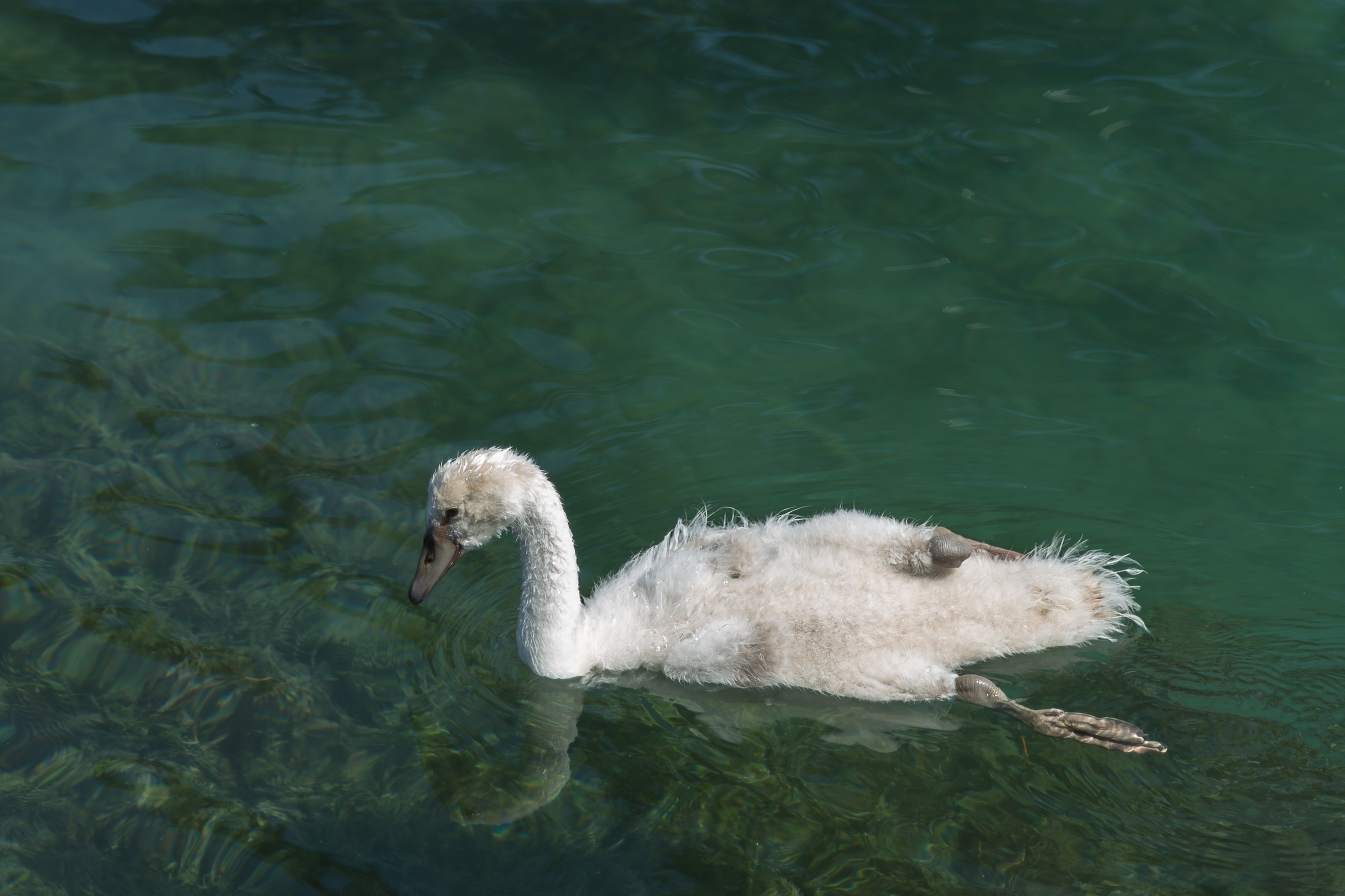
Cygnus olor (Cygne tuberculé) ; un jeune cygneau à Annecy, France.

Le cygne tuberculé préfère les plans d'eau calmes avec des berges peu profondes, souvent avec des roselières, et surtout assez riches en plantes aquatiques dont il se nourrit. Il tolère bien les habitats eutrophiques.
En hiver, certains groupes fréquentent également les eaux marines le long des côtes et dans les baies abritées, les lagunes et les estuaires.

### Répartition

Répartition approximative du Cygne tuberculé
habitat permanent
zone de nidification
zone d'hivernage

La répartition des populations établies à l'état sauvage du cygne tuberculé couvre les régions tempérées du nord et du centre de l'Eurasie, ce qui inclut les Îles Britanniques, l'Europe centrale (dont une grande partie de la France), le sud de la Scandinavie, le sud-est de la Russie, le Kazakhstan, le Sud-Est de la Sibérie et le nord de la Chine. On le trouve aussi dans les Balkans et localement en Turquie. Son occurrence est accidentelle en Espagne, en Hongrie, en Irak, en Jordanie, en Égypte, à Chypre, à Malte et aux Açores.
En Eurasie, l'espèce est soit migratrice soit sédentaire. Les mouvements saisonniers sont irréguliers et sont surtout influencés par les conditions climatiques. L'aire d'hivernage principale est l'Europe centrale et occidentale, notamment les régions littorales de la mer du Nord, de l'Atlantique et du sud-ouest de la Baltique, et en Europe du sud-est le long du Danube et autour de la mer Noire, de la mer Caspienne et de la mer Égée. Des groupes hivernants peuvent aller plus au sud, jusqu'au Moyen-Orient. Les populations du Nord-Est de l'Asie passent l'hiver dans les régions bordant le golfe de Bohai en Chine.
Introduit, le cygne tuberculé niche également en Amérique du Nord, plus spécifiquement le long de la côte de l'Atlantique, dans les Grands Lacs et au sud de la Colombie-Britannique. Des individus en semi-liberté sont également présents un peu partout en Amérique du Nord.

#### Introductions et expansion
Cette espèce est autochtone dans une grande partie de l'Europe du Nord et de l'Est, mais on ne connait pas précisément l'étendue de son aire potentielle naturelle en Europe. Depuis la préhistoire cette espèce a été l'objet d'une forte pression de chasse, et avait presque disparu d'Europe occidentale au Moyen Âge, hormis à l'état semi-domestiqué dans les domaines des châteaux et des abbayes. Des subfossiles ont montré que l'espèce était présente au moins dans le sud-est de l'Angleterre durant l'Holocène et peut donc être considérée comme autochtone au moins dans ce pays, dont l’environnement n'est pas très différent de celui des pays voisins. Mais les données manquent ailleurs dans l'ouest de l'Europe pour cette période. Les subfossiles de cette espèce datant de la dernière période glaciaire sont en revanche assez nombreux en Europe du Sud-Ouest (Portugal, Espagne, sud de la France, Italie). Au XVIe siècle et XVIIe siècle, cette espèce a été réintroduite dans plusieurs pays de l'ouest et du centre de l'Europe comme oiseau d'agrément. Son aire de répartition européenne à l'état sauvage s'est ensuite fortement étendue à nouveau durant la deuxième moitié du XXe siècle. Cette nouvelle expansion s'est faite naturellement, à partir de populations sauvages depuis plusieurs siècles mêlées d'individus échappés de semi-liberté qui s'y sont intégrés, et non par des plans de réintroduction volontaires. Dans certaines régions l'arrivée imprévue de cette espèce et sa soudaine multiplication l'a fait un temps considérer comme « exotique » et envahissante. Cette question fait toujours l'objet d'études et de débats.
En Amérique du Nord, le cygne tuberculé a été introduit à de nombreuses reprises comme oiseau d'ornement dans les jardins publics, les domaines privés et en milieu naturel. Des introductions ont eu lieu à Hawaï en 1920 mais l'espèce s'y est éteinte après s'être établie. Cependant, certains suggèrent que les cygnes tuberculés étaient présents en faible nombre en Amérique du Nord avant la colonisation européenne. Un spécimen aurait été tué à la Baie James, Canada au milieu ou à la fin des années 1600. De plus, le bruit caractéristique des ailes de cette espèce en vol aurait été perçu et noté par John James Audubon lors d'un vol de cygne. Dans Les Oiseaux d'Amérique, Audubon déclara qu'il accepterait la possibilité qu'une autre espèce de cygne soit présente sur le continent américain (« would accept the possibility of another swan species on the American continent ») en plus du cygne trompette et du cygne siffleur. Ces deux espèces sont les équivalents américains du cygne chanteur et du cygne de Bewick en Eurasie, et ces derniers cohabitent avec le cygne tuberculé. De plus, une aquarelle de John White fut peinte en 1585 lors d'une exploration scientifique en Amérique pour le compte de Walter Raleigh. Cette aquarelle semble révéler la présence du Cygne tuberculé sur la côte atlantique à cette époque. Bien que simplement intitulée Le Cygne (« The Swann ») par l'artiste, elle avait été identifiée dans les années 1960 comme représentant un Cygne trompette, probablement à cause de la couleur noire du bec. Une récente réévaluation par les scientifiques du British Museum, détenteur de l'aquarelle, montre que le plomb présent dans la peinture utilisée par White avait assombri les couleurs au cours des 400 dernières années. La forme en S du cou, le tubercule, les plumes relevées de la queue et l'apparence générale de l'oiseau suggèrent qu'il ne s'agissait pas d'un cygne trompette. Le Cygne tuberculé est cependant aujourd'hui considéré comme invasif à plusieurs endroits en Amérique du Nord.
Le cygne tuberculé a également été introduit dans plusieurs autres pays dont l'Afrique du Sud, la Nouvelle-Zélande (plusieurs introductions de 1866 à 1871), l'Australie (plusieurs introductions de 1853 à 1920) et le Japon.

## Le Cygne tuberculé et l'homme

### Étymologie
Le nom du genre Cygnus et le nom de l'espèce olor signifient tous deux « cygne » dérivant du grec ancien (kuknos) et en latin, respectivement,. Cependant, en Amérique du Nord, il fut connu sous le nom Sthenelides olor jusque dans les années 1930 ; l'American Ornithologists' Union changea alors son nom.
Le qualificatif de tuberculé est en rapport avec l'excroissance à la base du bec. Celui de muet provient du fait qu'il est peu loquace.

### Menaces
Les jeunes sont victimes de plusieurs espèces de prédateurs tels que la Tortue serpentine (en Amérique du Nord), les brochets, les renards ou les corneilles. L'homme prélève également des œufs et des adultes.
D'autres activités humaines peuvent constituer des menaces pour cette espèce. Notamment, en Suède, des résidus de DDT et de métaux lourds (mercure, cuivre, cadmium…) ont été retrouvés dans les tissus de cygnes tuberculés. L'empoisonnement au plomb a également été observé à plusieurs reprises. De plus, les cygnes tuberculés peuvent entrer en collision avec des structures humaines, telles que les lignes à haute tension et les pylônes électriques. Malgré cela, les cygnes tuberculés semblent bien supporter la présence humaine et être peu affectés par la dégradation de leur habitat.

### Populations
Le Cygne tuberculé est placé sur la liste des espèces de préoccupation mineure de l’UICN. Son aire de répartition globale est estimée entre 100 000 et 1 000 000 kilomètres carrés et sa population totale est estimée entre 600 000 et 620 000 individus. Les populations du Cygne tuberculé sont loin d'avoir atteint le seuil pour être placées sur la liste des espèces vulnérables (c'est-à-dire une diminution de plus de 30 % en 10 ans ou trois générations).
En 1993, le nombre total de Cygnes tuberculés aux États-Unis semblait se situer à environ 10 000. De 1986 à 1993, les populations ont augmenté de façon significative sur la côte Atlantique.
Au Royaume-Uni, l'abolition du plomb dans l'équipement des pêcheurs a été liée à une augmentation du nombre des cygnes.

### Statut légal
Le cygne tuberculé est l'une des espèces pour lesquelles les mesures de protection accordées par l'Accord sur la conservation des oiseaux d'eau migrateurs d'Afrique-Eurasie et la Convention de Ramsar s'appliquent.
En France, bien que cette espèce soit classée dans la liste des espèces protégées, la forme immutabilis ou cygne blanc polonais est classée dans la liste des animaux domestiques par le ministère de l'Écologie, de l'Énergie, du Développement durable et de l'Aménagement du territoire.
Il n'est pas chassé aux États-Unis et est protégé de facto lorsque les réglementations ne le considèrent pas comme une espèce gibier. Les lois du New Jersey le considèrent comme une espèce protégée. Par contre, il est considéré comme une espèce nuisible ou invasive au New Hampshire, au Delaware, au Minnesota, en Caroline du Nord, en Virginie, en Oregon et dans l'État du Washington et n'est donc pas protégé à ces endroits.
Au Canada, l'Ontario considère cette espèce comme migratrice ce qui la place sous la protection de la Convention concernant les oiseaux migrateurs.

### Gestion des populations
Aux États-Unis, plusieurs États (Rhode Island, Delaware, Maryland, Virginie, Michigan, Oregon et Washington) essaient de contrôler les populations de cygnes tuberculés. Pour s'y prendre, plusieurs méthodes sont utilisées dont la destruction des œufs, la chasse et le déplacement des adultes. La gestion des populations de cygnes tuberculés est due à leur broutage souvent excessif, à leur destruction de nids de la Petite Sterne et sert à favoriser le rétablissement des populations de cygnes trompettes.

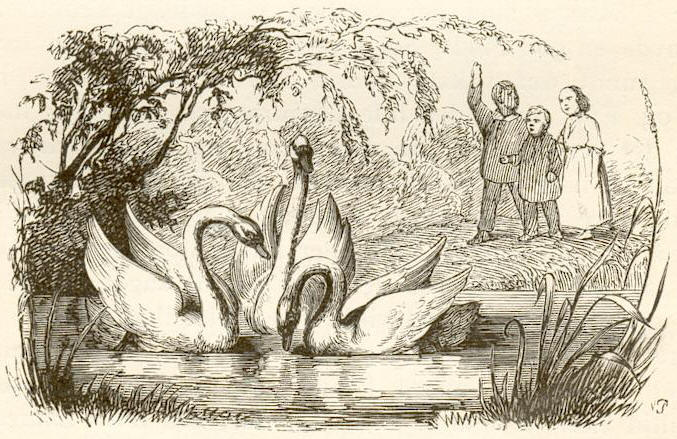
Illustration du Vilain petit canard de Vilhelm Pedersen.